# Théâtre de la Porte-Saint-Martin
Pour les articles homonymes, voir Porte Saint-Martin (homonymie).
Le théâtre de la Porte Saint-Martin est une salle de spectacle située au 18, boulevard Saint-Martin dans le 10e arrondissement de Paris. Il est inscrit monument historique depuis le 30 mars 1992.

## Historique

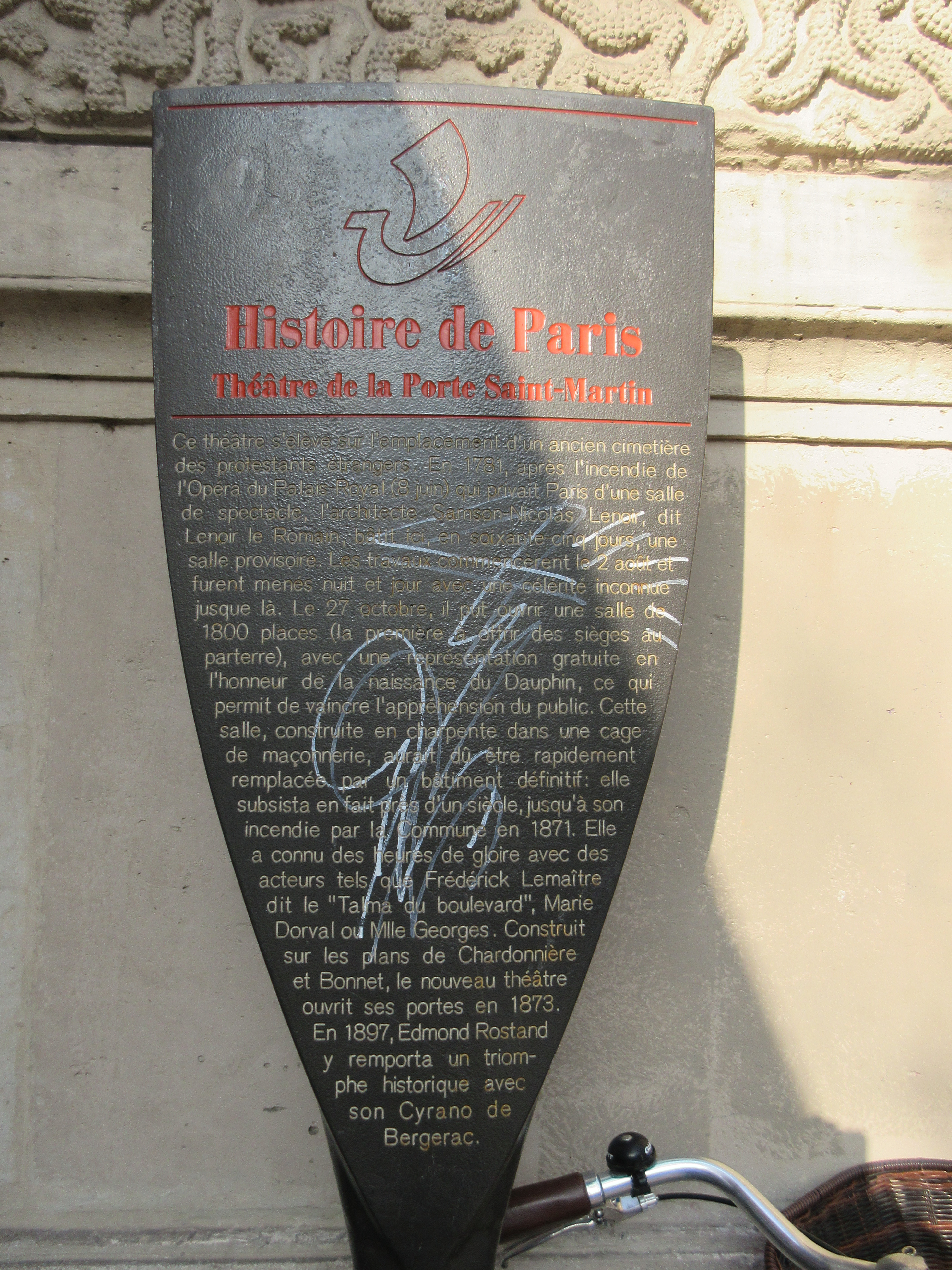
Panneau Histoire de Paris.

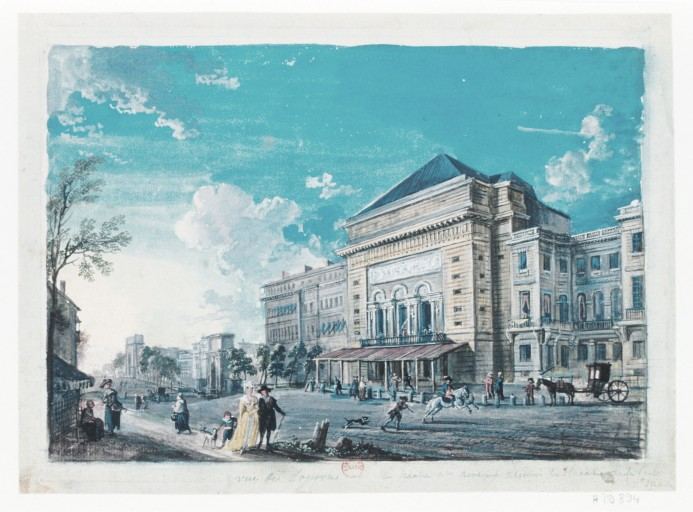
Le théâtre de la Porte-Saint-Martin vers 1790.

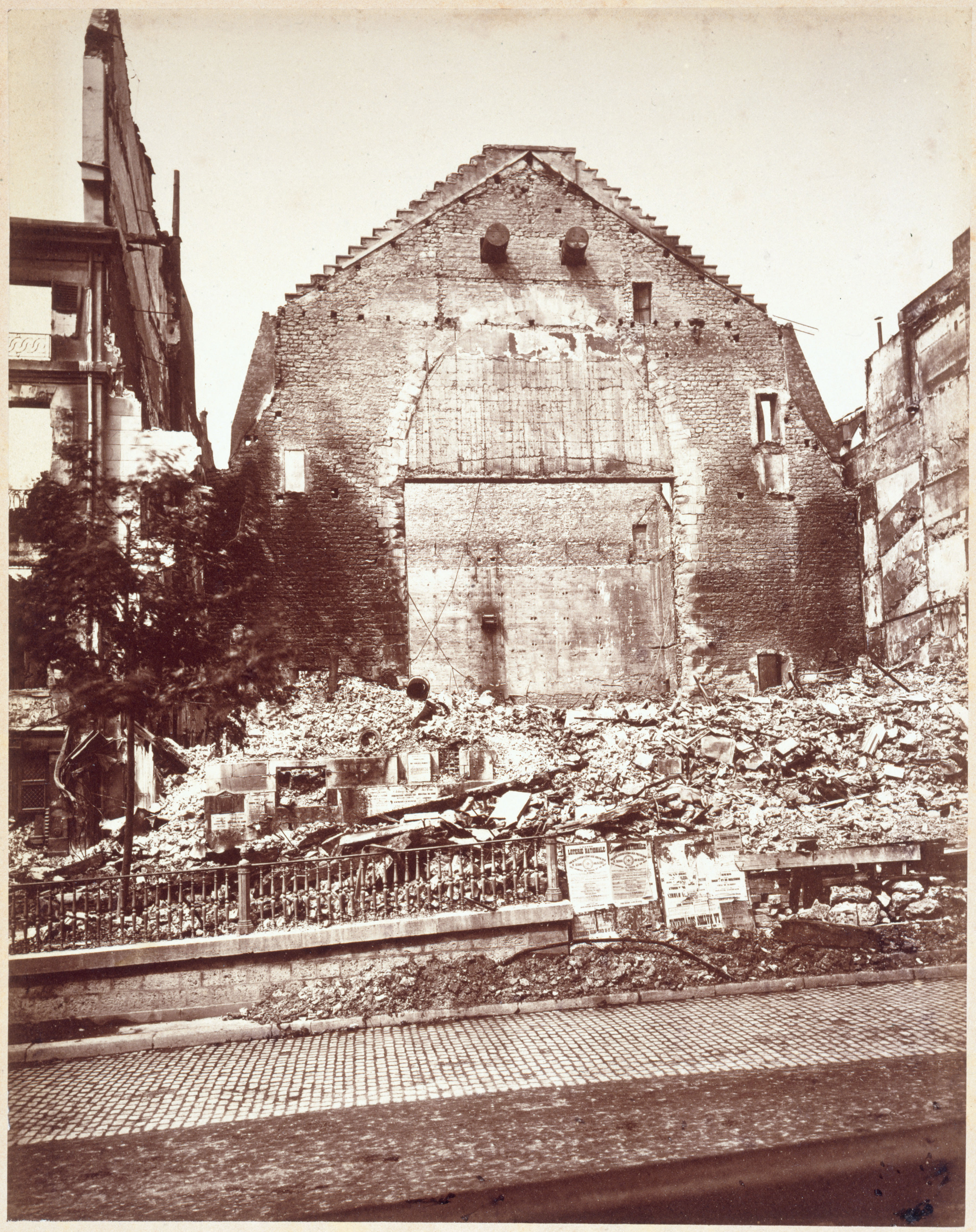
Le théâtre en ruine après les incendies de la Commune (1871).

Le théâtre, l’un des plus grands du boulevard avec ses 1 800 places, est construit en seulement deux mois sur les plans de Nicolas Lenoir, pour accueillir l’Académie royale de Musique dont la salle du Palais-Royal venait d’être incendiée. Il est inauguré le 27 octobre 1781 avec la tragédie lyrique Adèle de Ponthieu de Jean-Paul-André Razins de Saint-Marc, sur une musique de Niccolò Piccinni. Lorsque l'Opéra réintègre sa nouvelle salle de la rue de Richelieu le 9 thermidor an II, le théâtre est fermé et la salle utilisée pour des réunions politiques jusqu’en 1799, date à laquelle elle est vendue comme bien national.
Le 30 septembre 1802, la salle rouvre en tant que théâtre sous le nom de « théâtre de la Porte-Saint-Martin ». On y joue alors des pièces à grand spectacle, des comédies et des ballets. Elle est fermée par le décret impérial de 1807 sur les théâtres, puis rouverte en 1810 sous le nom de « salle des Jeux gymniques ». Le privilège accordé portant les restrictions les plus gênantes (pas plus de deux acteurs parlant sur la scène et les autres devant se borner à des rôles muets), ce genre de spectacles peu attrayants est bientôt abandonné.
Le 26 décembre 1814, un nouveau privilège est accordé, cette fois autorisant à y représenter des mélodrames, pantomimes et des comédies chantées et dansées. Retrouvant son nom d'origine, la nouvelle structure est inaugurée avec le mélodrame : La Pie voleuse. Mandrin, Les Petites Danaïdes, Trente ans ou la Vie d’un joueur sont les succès les plus marquants de cette période. Le danseur Mazurier fait du théâtre l’un des plus fréquentés de l’époque. Servie par des acteurs de talent tels Frédérick Lemaître, Bocage, Potier, Mademoiselle George et Marie Dorval, la programmation aborde des genres plus élevés : le drame et la tragédie. Frédérick Lemaître fait notamment entrer au répertoire Casimir Delavigne, Alexandre Dumas, Honoré de Balzac, George Sand, Victorien Sardou. Sous la direction de Crosnier puis de Harel, la plupart des grandes œuvres de la réforme romantique sont représentées : Marino Faliero (1829), Antony (1831), La Tour de Nesle (1832), Richard d'Arlington (1837). Les drames de Victor Hugo Marion de Lorme (1831), Marie Tudor et Lucrèce Borgia (1833) y sont créés. Après la faillite de Harel en 1840, les frères Cogniard se lancent dans les féeries (Les Mille et Une Nuits, La Biche au bois). Crosnier, associé à MM. Ber et Tilly, est de retour en 1848, remplacé en 1851 pour cause de faillite par Marc Fournier qui revient aux drames à grand spectacle. Le Bossu de Paul Féval y est adapté le 8 septembre 1862.
Incendié le 25 mai 1871 pendant la Semaine sanglante à la fin de la Commune de Paris, il a été reconstruit sur le même emplacement par l'architecte Oscar de la Chardonnière. Il commanda au sculpteur Jacques-Hyacinthe Chevalier (1825-1895) le nouveau décor de la façade avec notamment des figures symbolisant la Tragédie, le Drame et la Comédie. Le théâtre rouvre ses portes le 28 septembre 1873 avec Marie Tudor de Victor Hugo. Dix ans plus tard, Sarah Bernhardt s’y produit pendant plusieurs mois d’affilée et y reste fidèle jusqu’à la fin du siècle.

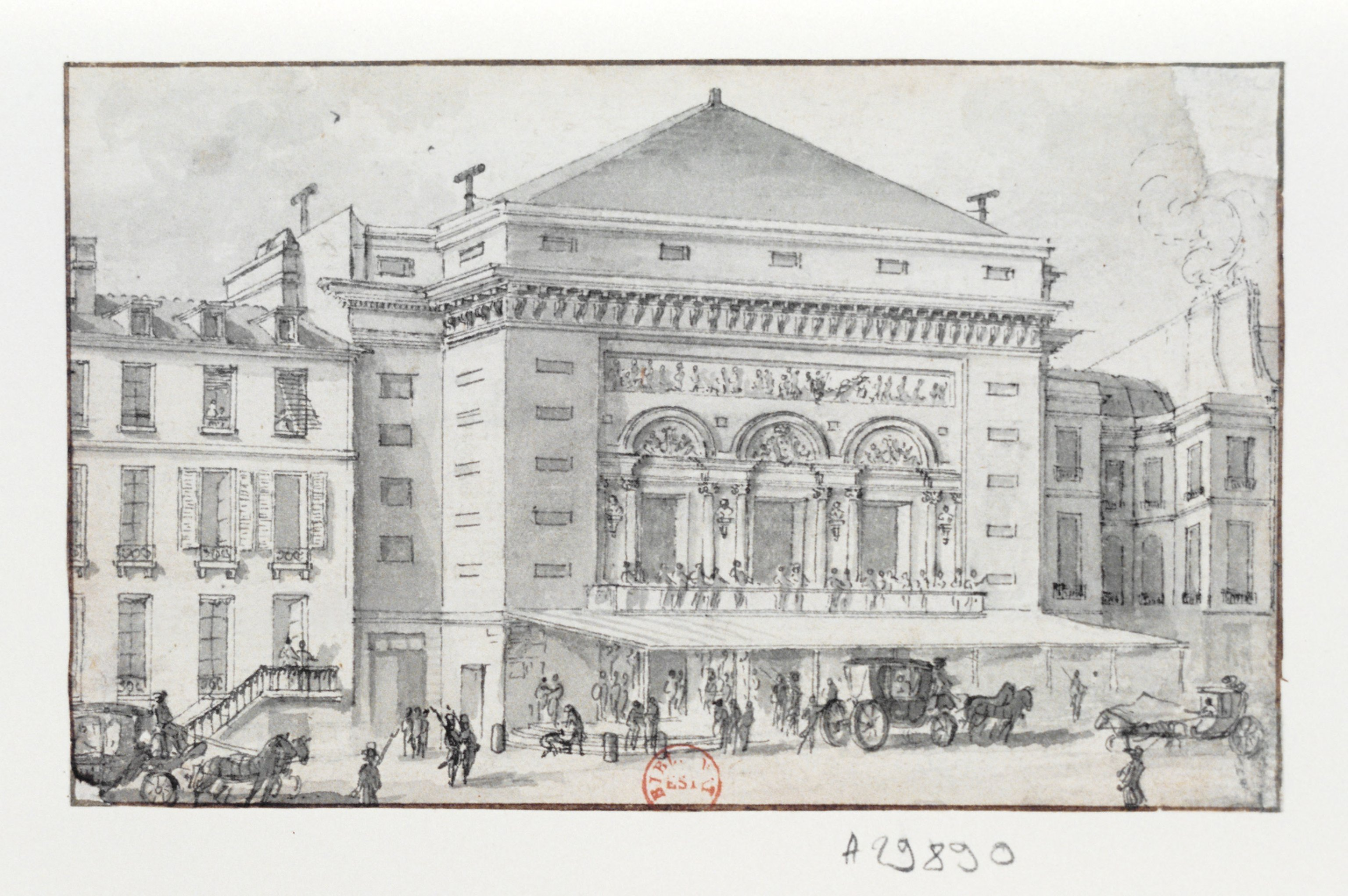
Le théâtre vers 1850.

Le 28 décembre 1897 y est créé le Cyrano de Bergerac d'Edmond Rostand.
En juin 2001, Michel Sardou et Jean-Claude Camus prennent la direction de ce théâtre de mille places dirigé par la famille Regnier depuis 1949. Michel Sardou revend ses parts à son associé en 2003.
En 2010, 50 théâtres privés de Paris réunis au sein de l’Association pour le Soutien du Théâtre Privé (ASTP) et du Syndicat National des Directeurs et Tourneurs du Théâtre Privé (SNDTP), dont fait partie le Théâtre de la Porte Saint-Martin, décident de se renforcer grâce à une nouvelle enseigne, symbole du modèle historique du théâtre privé : les “Théâtres Parisiens Associés”

## Théâtre du Petit-Saint-Martin
Le théâtre du Petit-Saint-Martin occupe les locaux de l'ancienne École internationale de mimodrame de Paris de Marcel Marceau fondée en 1978, 17 rue René-Boulanger. La salle compte 190 fauteuils en gradins.

## Direction
- 1802-1805 : Dumaniant
- 1805-1807 : Gobert et Dubois
- 1814-1817 : Saint-Romain
- 1817-1822 : Lefeuve
- 1822-1826 : Serre
- 1826-1827 : Baron de Montgenet

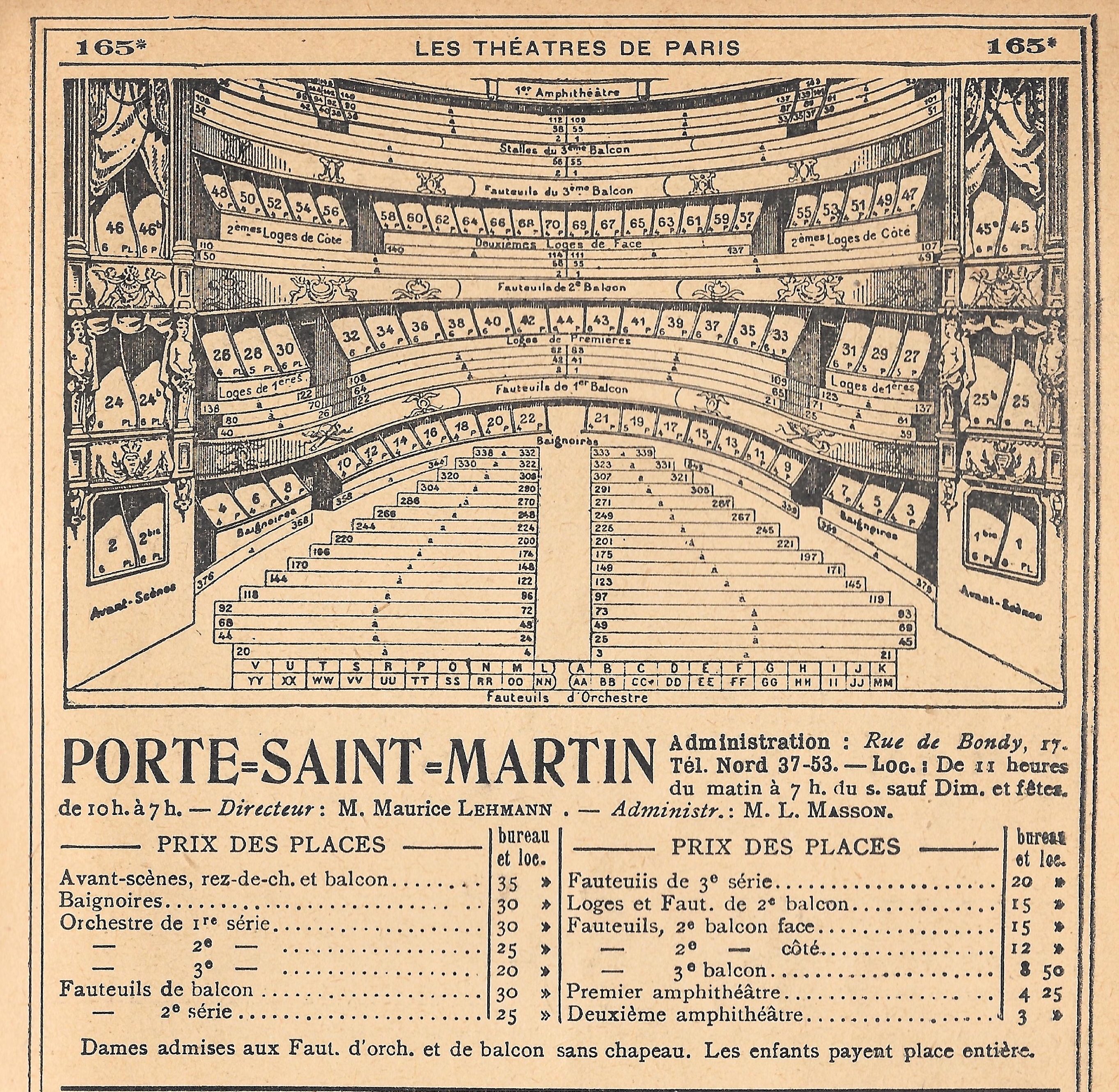
Plan de 1925, prix des places et administration.

- 1827-1828 : Augustin de Serre et Jean-Toussaint Merle
- 1828-1830 : François Crosnier
- 1831-1839 : Charles Jean Harel
- 1840-1848 : Hippolyte Cogniard et Théodore Cogniard
- 1849-1850 : Jean-Marie Cournier
- 1851-1868 : Marc Fournier
- 1868-1871 : Raphaël Félix
- 1873-1879 : Henri Larochelle et Eugène Ritt
- 1879-1883 : Paul Clèves
- 1883-1884 : Maurice Bernhardt[5]
- 1884-1893 : Félix Duquesnel
- 1893-1895 : Émile Rochard
- 1895-1896 : Baduel
- 1896-1897 : Constant Coquelin, Jean Coquelin[6] et les frères Floury
- 1897-1903 : Henry Hertz et Jean Coquelin
- 1903-1907 : Paul Clèves et Paul Clerget
- 1907-1922 : Henry Hertz et Jean Coquelin
- 1924-1938 : Paul Gavault et Jean Coquelin
- 1924-1938 : Maurice Lehmann
- 1939 : René Fauchois
- 1940-1949 : Robert Ancelin
- 1949-1969 : Max Régnier
- 1969-2001 : Hélène  et Bernard Régnier
- 2001-2002 : Jean-Claude Camus et Michel Sardou
- depuis 2003 : Jean-Claude Camus et Jean Robert-Charrier

## Répertoire
Note : la date indiquée le cas échéant entre parenthèses correspond à la première représentation d'une série.

### XIXesiècle
- 1802 : Melzor et Zima, comédie en 1 acte et en prose mêlée d'ariettes de Hyacinthe Antoine Pessey, musique J. Lanusse (11 octobre)
- 1802 : Le Calcul de la vie ou le Bon et le Mauvais Valet, comédie en 1 acte et en prose de Legros (30 octobre)
- 1802 : Les Jeux d'Églé, ballet anacréontique de Dauberval, chorégraphie de Jean-Pierre Aumer (20 novembre)
- 1802 : Bélisaire ou le Grand Homme et le Malheur, mélodrame en 3 actes en prose de Mathurin-Joseph Boullault (22 novembre)

- 1803 : Zanoubé et Floricourt ou la Bataille des Pyramides, opéra-mélodrame en 4 actes de Henri-Joseph Thüring de Ryss, Florido Tomeoni, musique de Jommery (18 avril)
- 1803 : J'ai perdu mon procès comédie en 1 acte et en vers de Jean-Claude Bédéno Dejaure et P. Adnet (22 avril)
- 1803 : Malvina ou l'Hermitage des cyprès mélodrame en 3 actes en prose de Anne Adrien Firmin Pillon
- 1803 : Fanchon la vielleuse, de retour dans ses montagnes, comédie en 3 actes mêlée de vaudevilles de Joseph Aude et Joseph Servières (9 août)
- 1803 : La Fille mal gardée ou Il n'y a qu'un pas du mal au bien, ballet-pantomime d'après Dauberval, maître de ballet Jean-Pierre Aumer, Eugène Hus (13 octobre)
- 1803 : Le Déserteur, ballet-pantomime d'action en 3 actes d'après Dauberval, chorégraphie de Jean-Pierre Aumer
- 1803 : Canard et Canardin ou le Père et le Fils, facétie-vaudeville en 1 acte de Jean-Claude Bédéno Dejaure

- 1804 : Le Soldat tout seul, monologue historique en 1 acte en prose mêlé de vaudevilles de Charles Henrion (7 février)
- 1804 : Paméla mariée ou le Triomphe des épouses, drame en 3 actes en prose de Benoît Pelletier-Volméranges et Michel de Cubières d'après Carlo Goldoni (30 mars)
- 1804 : L'Officier cosaque, comédie en 1 acte mêlée de chants de Charles Dumonchau avec Luigi Gianella et Jean-Guillaume-Antoine Cuvelier (9 avril)
- 1804 : Annette et Lubin, ballet-pantomime en 1 acte d'après Dauberval, chorégraphie de Jean-Pierre Aumer (23 mai)
- 1804 : Le Déserteur, ballet-pantomime d'action en 3 actes d'après Dauberval, chorégraphie de Jean-Pierre Aumer (30 juin)
- 1804 : Typpo Saëb ou la Prise de Seringapatam, mélodrame en 3 actes en prose de Jean-Baptiste Dubois de Jancigny et Gobert (août)
- 1804 : Paulina ou l'Enfant de la chapelle, mélodrame en 4 actes en prose mêlé de chants et de danses de Lajariette (septembre)

- 1805 : La Forteresse du Danube, mélodrame en 3 actes de René-Charles Guilbert de Pixerécourt (3 janvier)
- 1805 : Rosina et Lorenzo ou les Gondoliers vénitiens, ballet-pantomime de Jean-Pierre Aumer, musique d'Henri Darondeau (6 mars)
- 1805 : Storb et Verner ou les Suites d'un duel, drame en 3 actes de P.-J.-A. Bonel et Boirie (6 avril)
- 1805 : Les Amours d'automne ou les Vendangeurs, ballet-pantomime en 1 acte de Jean-Baptiste Blache (22 mai)
- 1805 : Stanislas, roi de Pologne, mélodrame en 3 actes de Jean-Baptiste Dubois de Jancigny, musique d'Alexandre Piccinni, chorégraphie de Jean-Pierre Aumer (5 juin)
- 1805 : La Fausse Marquise, mélodrame en 3 actes de Jean-Baptiste Dubois de Jancigny et Gobert, musique d'Alexandre Piccinni, chorégraphie de Jean-Pierre Aumer (28 juin)
- 1805 : La Dame du château ou la Ressemblance, mélodrame comique en 3 actes et en prose de M***, musique d'Alexandre Piccinni, chorégraphie de Jean-Baptiste Hullin (28 juin)
- 1805 : Le Page inconstant ou Honni soit qui mal y pense, ballet-pantomime en 3 actes de Dauberval, chorégraphie de Jean-Pierre Aumer (17 juillet)
- 1805 : Ramire ou le Fils naturel, mélodrame en 3 actes, paroles de M. Hubert (Philippe Jacques de Laroche), musique du signor Bianchi (8 août)
- 1805 : La Femme de quarante ans ou les Femmes à vapeur
- 1805 : Robinson Crusoé, mélodrame en 3 actes de René-Charles Guilbert de Pixerécourt (2 octobre)

- 1806 : Caroline et Dorville ou la Bataille des dunes, mélodrame en 3 actes de Alexandre-Joseph Le Roy de Bacre (4 janvier)
- 1806 : Le Dénouement impromptu, vaudeville en 1 acte à l'occasion de la paix de Lecraicq (4 janvier)
- 1806 : Caroline de Rosenthal, drame en 3 actes et en prose imité de l'allemand de madame de Beaunoir (13 janvier)
- 1806 : Deux filles pour une, comédie en 3 actes et en prose de Jean-Claude Bédéno Dejaure et P. Adnet (16 janvier)
- 1806 : Jenny ou le Mariage secret, ballet-pantomime en 3 actes de Jean-Pierre Aumer, musique d'Henry Darondeau (28 mars)
- 1806 : Les Deux Créoles, ballet-pantomime en 3 actes de Jean-Pierre Aumer, musique d'Henry Darondeau (28 juin)
- 1806 : L'Auteur soi-disant, comédie en 1 acte et en vers de Georges Duval (30 août)
- 1806 : Les Frères à l'épreuve, drame en 3 actes et en prose de Benoît Pelletier-Volméranges (6 septembre)
- 1806 : La Joute ou les Amours d'été, ballet-pantomime en 2 actes de Coindé, mise en scène d'Eugène Hus (29 novembre)
- 1806 : Les Serfs de la Scandinavie, mélodrame en 3 actes en prose de Philippe-Jacques de Laroche (dit Hubert) et du baron Taylor, musique d'Alexandre Piccinni (10 décembre)

- 1807 : Les Illustres Fugitifs ou les Trois Journées, pantomime en 3 actes de Édouard-Alexandre Bignon, ballet Eugène Hus, musique d'Alexandre Piccinni (8 janvier)
- 1807 : Caroline de Rosenthal, drame en 3 actes et en prose imité de l'allemand de madame de Beaunoir (13 janvier)
- 1807 : Jean de Paris, mélodrame en 3 actes de Benoît-Joseph Marsollier (26 février)
- 1807 : Romulus ou l'Origine de Rome, mélodrame en 3 actes en prose d'Auguste Lamey, musique d'Alexandre Piccinni (29 mars)
- 1807 : Montbars l'Exterminateur ou les Derniers Flibustiers, mélodrame en 3 actes en prose de Jean-Sébastien-Fulchran Bosquier dit Bosquier-Gavaudan et Martial Aubertin, musique Alexandre Piccinni (1er mai)
- 1807 : Les Sauvages de la Floride, ballet-pantomime en 3 actes de Louis Henry, musique d'Henri Darondeau (6 juin)
- 1807 : Frédégonde (25 juin)
- 1807 : La Cause célèbre ou la Femme enterrée vivante drame en 4 actes de Mademoiselle Hordé (15 juillet)
- 1807 : Les Deux Petits Savoyards, ballet-pantomime en 2 actes de Louis Henry (26 juillet)
- 1807 : Le Batelier de Saint-Cloud vaudeville en 1 acte de Decour et Aude (11 août)
- 1807 : Fermeture par décret impérial du 8 août

- 1810 : Le Petit Saint Jean ou la Vente publique, vaudeville en 1 acte d'Émile Cottenet
- 1810 : Le Lion de Florence ou l'Héroïsme maternel, tableau historique en 2 actions de Frédéric Dupetit-Méré (28 février)
- 1810 : La Tête rouge ou le Mandrin du Nord, tableau historique en 2 actions et 1 prologue en prose de Frédéric Dupetit-Méré (15 mai)
- 1810 : L'Auberge allemande, prologue en vaudevilles suivi de L'Enfant et le Grenadier, tableau historique en 2 actions et à grand spectacle de Pierre Villiers (20 octobre)

- 1811 : Les Cosaques ou le Fort du Niéper, tableaux en 3 actions de Frédéric Dupetit-Méré (13 mai)
- 1811 : Le Vieux Sergent, prologue de Théodore Maillard suivi de Les Ermites blancs ou l'Île de Caprée, tableaux pantomimes en 2 actions de Franconi Jeune et Révalard (14 novembre)
- 1811 : La Petite Nichon ou la Petite Paysanne de la Moselle, petits tableaux en une action et un prologue de Pierre Villiers et Jean Cuvelier (23 novembre)

- 1812 : L'Auberge du Perroquet ou la Barrière des martyrs, vaudeville en 1 acte à travestissements et à deux acteurs de Théodore Maillard et Edmond Rochefort (26 février)
- 1812 : L'Enfant et la Poupée ou le Masque d'airain, pantomime et tableaux en une action précédée d'un prologue en prose de Pierre Villiers (27 février)
- 1812 : Momus, gardien de la maison des fous, prologue mêlé de couplets d'Aimé Desprez suivi de Momus dans la maison des fous ou le Retour à la raison, fait historique en une action du danseur Soissons
- 1812 : La Femme isolée, prologue-vaudeville en 1 acte de Henry Simon et Edmond Rochefort (30 mai)
- 1812 : Raoul de Montigny, pantomime en 3 actes de Bunel
- 1812 : Monsieur Flanelle, vaudeville en 1 acte de Théodore Maillard et Edmond Rochefort (30 mai)

- 1814 : Le Boulevard Saint-Martin ou Nous y voila !, prologue d'inauguration mêlé de vaudevilles en 1 acte de Marc-Antoine-Madeleine Désaugiers et Nicolas Brazier (26 décembre)
- 1814 : Le Vieux de la montagne ou les Arabes du Liban, mélodrame en 3 actes en prose et à grand spectacle de Jean-Guillaume-Antoine Cuvelier, musique d'Alexandre Piccinni, chorégraphie de Rhénon (26 décembre)

- 1815 : Haine aux deux sexes ou Amour et Mensonge, comédie en 1 acte et en prose de Grétry neveu, Six Ingénus, divertissement pantomime de Jean-Antoine Petipa, musique d'Alexandre Piccinni (7 janvier)
- 1815 : Le Sergent polonais, mélodrame en 3 actes de Rigaud Jeune (24 janvier)
- 1815 : Le Berger de la sierra Moréna ou les Ruses d'amour, pantomime en 3 actes mêlée de danses de Jean-Antoine Petipa (16 février)
- 1815 : Le Tanneur de Lesseville, comédie en 2 actes mêlée de vaudevilles de Melchior Boisset (7 mars)
- 1815 : Les Anglais supposés ou Lequel est mon gendre ?, comédie en 1 acte de Charles-Gaspard Delestre-Poirson (24 avril)
- 1815 : La Pie voleuse ou la Servante de Palaiseau, mélodrame en 3 actes de Louis-Charles Caigniez et Charles d'Aubigny, musique d'Alexandre Piccinni, chorégraphie de Rhénon (29 avril)
- 1815 : La Fête de famille ou Spectacle demandé, divertissement impromptu en 1 acte mêlé de couplets à l'occasion du retour du Roi de Charles-Gaspard Delestre-Poirson avec Henri Dupin (16 juillet)
- 1815 : Jean-Bart ou le Voyage en Pologne, mélodrame en 3 actes de Frédéric Dupetit-Méré, musique d'Alexandre Piccinni (5 août)
- 1815 : La Batelière du Loiret, comédie en 1 acte mêlée de vaudevilles de Maurice Ourry (28 août)
- 1815 : La Grotte de Fingal ou le Soldat mystérieux, mélodrame en 3 actes de Frédéric Dupetit-Méré et Jean-Baptiste-Denis Desprès, avec Aimé Desprez, musique d'Alexandre Piccinni, chorégraphie de Rhénon (30 septembre)
- 1815 : Une journée au camp, vaudeville en 2 actes de Marc-Antoine Désaugiers et Michel-Joseph Gentil de Chavagnac (17 octobre)
- 1815 : Isaurine et Walbourg ou la Révolte de Coperberg, mélodrame en 3 actes en prose de Philippe Jacques de Laroche dit Hubert, musique d'Alexandre Piccinni (7 novembre)
- 1815 : La Créole, comédie-vaudeville en 1 acte de Charles-Gaspard Delestre-Poirson avec Constant Ménissier (18 novembre)
- 1815 : Jean sans peur, duc de Bourgogne ou le Pont de Montereau, mélodrame en 3 actes et en prose de Boirie et Léopold Chandezon (décembre)
- 1815 : Encore une nuit de la garde nationale ou le Poste de barrière, tableau-vaudeville en 1 acte de Charles-Gaspard Delestre-Poirson avec Eugène Scribe (15 décembre)

- 1816 : La Famille d'Anglade ou le Vol, mélodrame en 3 actes de Frédéric Dupetit-Méré et Narcisse Fournier (11 janvier)
- 1816 : Les Jumelles béarnaises, comédie en 1 acte mêlée de couplets de Jules Vernet et Émile Cottenet (2 février)
- 1816 : Hamlet, pantomime tragique en 3 actes mêlés de danses de Henri Bonnachon (28 février)
- 1816 : Les Poissons d'avril ou le Charivari, vaudeville d'Émile Cottenet et Pierre Carmouche (1er avril)
- 1816 : Le Château infernal, folie-pantomime en 2 actes mêlée de danses de Henri Bonnachon (18 avril)
- 1816 : Le Bateau à vapeur, comédie en un acte, mêlée de couplets d'Émile Cottenet, Philibert Rozet et Carmouche
- 1816 : La Vallée du torrent ou l'Orphelin et le Meurtrier, mélodrame en 3 actes de Frédéric Dupetit-Méré (29 mai)
- 1816 : Samson, pantomime en 3 actes mêlée de danses de Henri Bonnachon (3 août)
- 1816 : Le Barbier de la cité ou Un pied dans l'abîme, mélodrame en 3 actes et en prose de Théodore Baudouin d'Aubigny, chorégraphie Frédéric-Auguste Blache, musique Alexandre Piccinni (22 août)
- 1816 : Le Mari en bonnes fortunes comédie en 1 acte mêlée de vaudevilles de Henri Simon (5 octobre)
- 1816 : Les Deux Philiberte ou Sagesse et Folie de Nicolas Brazier, Jean-Toussaint Merle et Théophile Marion Dumersan (18 octobre)
- 1816 : Le Mariage rompu, pantomime villageoise en 3 actes mêlée de danses de Henri Bonnachon, musique d'Alexandre Piccinni (19 octobre)

- 1817 : Robinson dans son isle, comédie en 1 acte mêlée de couplets et à spectacle de Nicolas Brazier, Armand d'Artois, Gabriel de Lurieu, Michel-Nicolas Balisson de Rougemont (24 janvier)
- 1817 : Le Moulin d'André ou les Meuniers et les Meunières, ou les Rendez-vous nocturnes, pantomime comique en 1 acte de Jean-Baptiste Blache, musique d'Alexandre Piccinni (14 février)
- 1817 : Le Petit Monstre de la rue Plumet ou Est-elle laide ? Est-elle jolie ?, comédie en 1 acte mêlée de vaudevilles de Jean-Toussaint Merle, Henri Simon, Nicolas Brazier (20 février)
- 1817 : Aureng-Zeb, ou la Famille indienne, mélodrame en 3 actes de Frédéric Dupetit-Méré, musique d'Alexandre Piccinni (27 février)
- 1817 : L'Amour et la Folie, pantomime en 2 actes de Jean-Baptiste Blache
- 1817 : Almaviva et Rosine, ballet de Jean-Baptiste Blache, chorégraphie Frédéric-Auguste Blache (19 avril)
- 1817 : Daniel ou la Fosse aux lions, pantomime en 3 actes de Frédéric Dupetit-Méré (9 juillet)
- 1817 : L'Heureuse Moisson ou le Spéculateur en défaut, vaudeville en 1 acte mêlée de couplets de Jean-Toussaint Merle, Carmouche et Frédéric de Courcy (septembre)
- 1817 : L'Emprunteur, comédie en 1 acte et en vers de Marie-Victorine Perrier (15 octobre)
- 1817 : Haroun-al-Raschid et Zobéïde ou le Calife généreux, ballet-pantomime en 3 actes de Jean-Baptiste Blache, chorégraphie Frédéric-Auguste Blache (27 octobre)
- 1817 : La Brouille et le Raccommodement, comédie en 1 acte mêlée de vaudevilles de Frédéric Dupetit-Méré et Henri Simon (13 novembre)
- 1817 : Le Maréchal de Villars ou la Bataille de Denain, mélodrame historique en 3 actes de Frédéric Dupetit-Méré et Jean-Jacques Duperche (27 novembre)

- 1818 : Le Petit Chaperon Rouge, mélodrame-féerie en 3 actes en prose de Frédéric Dupetit-Méré et Nicolas Brazier (28 février)
- 1818 : Baboukin ou le Sérail en goguette, vaudeville en 1 acte de Jean-Toussaint Merle, A.-M. Lafortelle (22 mai)
- 1818 : Le Bourgmestre de Saardam ou les Deux Pierre, comédie en 3 actes de Mélesville, Jean-Toussaint Merle et Schaffner (2 juin)
- 1818 : Haguenier ou l'Habit de cour, vaudeville en 1 acte de Benjamin Antier, Pierre-Jean de Béranger et Ludwig Benedict Franz von Bilderbeck (10 juillet)
- 1818 : Azendaï ou le Nécessaire et le Superflu, mélodrame comique en 3 actes et à grand spectacle de Louis-Charles Caigniez et Adrien de Sarrazin, musique d'Nicolas-Albert Schaffner, chorégraphie de Rhénon (6 août)
- 1818 : La Cabane de Montainard ou les Auvergnats, mélodrame en 3 actes de Frédéric Dupetit-Méré et Victor Ducange (26 septembre)
- 1818 : Les Solliciteurs et les Fous, comédie en 1 acte de Mélesville et Gabriel de Lurieu (17 octobre)
- 1818 : Lisbeth et Muller ou la Fille soldat, ballet-pantomime de Jean-Baptiste Blache, chorégraphie de Frédéric-Auguste Blache (11 novembre)
- 1818 : Les Deux Colons, trait anecdotique en 1 acte mêlé de couplets de Joseph Aude et James Harvey D'Egville (21 novembre)
- 1818 : Le Retour à Valenciennes, vaudeville en 1 acte d'Armand Gouffé et Gabriel-Alexandre Belle (1er décembre)

- 1819 : Le Capitaine Jacques, comédie en 1 acte de Charles-Gaspard Delestre-Poirson avec Alphonse-Théodore Cerfbeer (6 janvier)
- 1819 : Le Jeune Werther ou les Grandes Passions vaudeville de Michel-Joseph Gentil de Chavagnac dit Gentil (19 janvier)
- 1819 : Le Garçon d'honneur, imitation de La Fille d'honneur, en 1 acte et en vaudevilles de Frédéric Dupetit-Méré (13 février)
- 1819 : Le Banc de sable ou les Naufragés français, mélodrame en 3 actes en prose de Frédéric Dupetit-Méré, Eugène Cantiran de Boirie et Jean-Toussaint Merle (14 avril)
- 1819 : Le Mûrier, vaudeville en 1 acte de Jules Vernet et Armand-François Jouslin de La Salle (22 juin)
- 1819 : Le Changement de domicile, vaudeville de Philippe Roustan et Alexandre Barginet
- 1819 : Les Chefs écossais, mélodrame en 3 actes et en prose de René-Charles Guilbert de Pixerécourt (1er septembre)
- 1819 : Les Petites Danaïdes ou Quatre-vingt-dix-neuf victimes de Michel-Joseph Gentil de Chavagnac (14 décembre)

- 1820 : La Cloyère d'huitres ou les Deux Briquebec, comédie-vaudeville en 1 acte de Carmouche, Frédéric de Courcy et Jean-Toussaint Merle (25 janvier)
- 1820 : Le Propriétaire sans propriété de Jacques-Gilbert Ymbert et Antoine-François Varner (8 mars)
- 1820 : La Petite Agathe ou la Sentinelle oubliée, comédie-vaudeville en 1 acte de Ludwig Benedict Franz von Bilderbeck (13 avril)
- 1820 : Les Épaulettes de grenadier, comédie en 1 acte d'Edmond Crosnier et Aimé Desprez,
- 1820 : Tristesse et Gaîté, ou les Deux Noces, vaudeville en 1 acte de Émile Cottenet et Charles Hubert (11 juillet)
- 1820 : L'Emprunteur, comédie en 1 acte et en vers de Marie-Victorine Perrier
- 1820 : Le Docteur Quinquina ou le Poirier ensorcelé, vaudeville en 1 acte de Philibert Rozet (23 septembre)
- 1820 : Paris, le 29 septembre impromptu à l'occasion de la naissance du duc de Bordeaux d'Edmond Crosnier, Aimé Desprez et Émile de Plugette[7] (29 septembre)
- 1820 : L'Amant somnambule ou le Mystère, comédie-vaudeville en 1 acte de Philippe Amédée Roustan et Saint-Ange Martin (26 août)
- 1820 : La Petite Corisandre, vaudeville en 1 acte de Dupin, Frédéric de Courcy et Carmouche (11 octobre)
- 1820 : Mahomet II ou les Captifs vénitiens, drame héroïque en 3 actes de Pierre-Joseph Charrin et Joseph-François-Nicolas Dusaulchoy de Bergemont (4 novembre)
- 1820 : Monsieur David, comédie-anecdotique en 1 acte et en prose de Saint-Ange Martin et Alexandre-Joseph Le Roy de Bacre (13 novembre)
- 1820 : Trottin ou le Retour du sérail folie vaudeville de Jacques-Gilbert Ymbert et Antoine-François Varner (15 novembre)
- 1820 : Le Maréchal et le Soldat, vaudeville en 1 acte de Alexandre-Marie Maréchalle et Bernard-Léon (2 décembre)

- 1821 : Monsieur Duquignon, comédie en 1 acte de Frédéric Dupetit-Méré et Benjamin Antier (16 janvier)
- 1821 : Les Deux Veuves ou les Contrastes, comédie en 1 acte de Martial Aubertin et Armand-François Jouslin de la Salle (10 avril)
- 1821 : Le Solitaire ou l'Exilé du mont Sauvage, mélodrame en 3 actes de Edmond Crosnier et Amable Vilain de Saint-Hilaire d'après le roman du Vicomte d'Arlincourt (12 juillet)
- 1821 : Les Deux Portraits ou l'Héritage, comédie en 1 acte en prose de Ludwig Benedict Franz von Bilderbeck (20 septembre)
- 1821 : Les Français en cantonnement ou la Barbe postiche, vaudeville en 1 acte de Louis Montigny (23 octobre)
- 1821 : L'Ėpicurien malgré lui, vaudeville en 1 acte de Constant Berrier et Armand Overnay (14 novembre)
- 1821 : Les Paratonnerres ou les Bulles de savon, comédie en 1 acte et en prose de Théodore Baudouin d'Aubigny et Boirie (21 novembre)
- 1821 : Les Courtisans ou la Barbe de Neptune, vaudeville anecdote de Henri Dupin et Thomas Sauvage (28 novembre)
- 1821 : Chacun son numéro ou le Petit Homme gris, comédie-vaudeville en 1 acte de Carmouche, Théodore Baudouin d'Aubigny et Boirie (6 décembre)
- 1821 : Les Ermites comédie-vaudeville en 1 acte d'Edmond Crosnier, Aimé Desprez et Michel-Nicolas Balisson de Rougemont
- 1821 : Frank ou l'Homme de la montagne, drame en 3 actes et en prose de Benjamin Antier et Rigaud Jeune (20 décembre)

- 1822 : Le Château de Kenilworth, mélodrame en 3 actes d'Eugène Cantiran de Boirie et Henri Lemaire d'après Walter Scott (23 mars)
- 1822 : Fille et Garçon, ou la Petite orpheline, comédie-vaudeville en 1 acte de Charles Dupeuty et Ferdinand de Villeneuve (11 avril)
- 1822 : Monsieur Pis-aller, vaudeville (2 mai)
- 1822 : Les Deux coups de sabre, mélodrame en 3 actes de Antony Béraud et Charles Puysaye (9 mai)
- 1822 : Les Ensorcelés ou les Amans ignorans, vaudeville en 1 acte de Madame Favart avec des changements de Henri Dupin et Thomas Sauvage (8 juillet)
- 1822 : Le Sacrifice indien, pantomime en 3 actes de Henri Bonnachon (9 juillet)
- 1822 : Le Coq de village, tableau-vaudeville de Charles-Simon Favart avec des changements de Carmouche et Frédéric de Courcy (16 juillet)
- 1822 : Agnès et Fitz, pantomime en 2 actes de Henri Bonnachon (22 juillet)
- 1822 : Le Lépreux de la vallée d'Aoste, mélodrame en 3 actes de Hyacinthe Decomberousse, Théodore Baudouin d'Aubigny et Jean-Toussaint Merle (13 août)
- 1822 : La Réconciliation ou la Veille de la Saint-Louis, tableau-vaudeville en 1 acte de Carmouche, Frédéric de Courcy et Ferdinand Laloue (23 août)
- 1822 : La fortune vient en dormant, pantomime en 3 actes de Henri Bonnachon (10 septembre)
- 1822 : Les Deux Forçats ou la Meunière du Puy-de-Dôme, mélodrame en 3 actes d’Eugène Cantiran de Boirie, Pierre Carmouche et Alphonse André Véran (3 octobre)
- 1822 : Le Protégé de tout le monde, comédie-vaudeville en 1 acte de Aimé Desprez, Joseph-François-Nicolas Dusaulchoy de Bergemont et Alexandre-Joseph Le Roy de Bacre (12 novembre)
- 1822 : Ninette à la cour, comédie en vers libre de Charles-Simon Favart mise en 1 acte et en vaudeville par Henri Dupin et Thomas Sauvage (26 novembre)
- 1822 : La Fille à marier ou la Double Éducation, comédie-vaudeville en 1 acte de Amable Vilain de Saint-Hilaire et Ferdinand Laloue (19 décembre)
- 1822 : Elfride ou la Vengeance, mélodrame en 3 actes de Martin Deslandes et Benjamin Antier (28 décembre)

- 1823 : Le Petit Jules ou la Pension et l'Auberge, vaudeville en 1 acte de Alexandre-Marie Maréchalle et Charles Hubert (22 janvier)
- 1823 : Les Deux Sergents, mélodrame en 3 actes de Théodore Baudouin d'Aubigny et Auguste Maillard (20 février)
- 1823 : Polichinelle vampire, pantomime en 15 tableaux de Blache fils et Albertin
- 1823 : Philistis, reine de Syracuse, tragédie en 5 actes de Joseph-Henri de Saur
- 1823 : La Laitière suisse, ballet-pantomime en 2 actes d'Antoine Titus et Frédéric-Auguste Blache (25 septembre)
- 1823 : L'Amour et l'Appétit, comédie-vaudeville en 1 acte de Jules-Henri Vernoy de Saint-Georges, Frédéric de Courcy et Ida Saint-Elme (14 octobre)
- 1823 : La Chasse ou le Jardinier de Muldorff, comédie-vaudeville en 1 acte de Léopold Chandezon (13 novembre)
- 1823 : Les Invalides ou Cent ans de gloire, tableau militaire en 2 actes de Jean-Toussaint Merle, Eugène Cantiran de Boirie, Henri Simon et Ferdinand Laloue « pour célébrer le retour de S.A.R. Mgr. le Duc d'Angoulème, musique Alexandre Piccinni (15 décembre)
- 1823 : Le Gascon à trois visages, folie-parade de Jules-Joseph Gabriel et Charles Honoré (24 décembre)

- 1824 : Le Mauvais Sujet, comédie en 1 acte tirée du roman de Léonide de Frédéric Dupetit-Méré et Edmond Crosnier (4 mars)
- 1824 : Ourika ou l'Orpheline africaine, drame en 1 acte et en prose de Frédéric de Courcy et Jean-Toussaint Merle, musique Charles-Guillaume Alexandre (3 avril)
- 1824 : Jane Shore, mélodrame en 3 actes de Armand-François Jouslin de La Salle, Hyacinthe Decomberousse, Alphonse de Chavanges
- 1824 : Les Deux Capitaines ou l'Oncle neveu, comédie-vaudeville en 1 acte de Henri Dupin et Thomas Sauvage (4 mai)
- 1824 : Le Déserteur, ballet-pantomime d'action en 3 actes d'après Dauberval
- 1824 : La Famille du capitoul, drame en 3 actes de M. Antonin (15 mai)
- 1824 : Le Commissionnaire, mélodrame en 3 actes d’Eugène Cantiran de Boirie, Ferdinand Laloue et Constant Ménissier (10 juin)
- 1824 : Jean-Jean ou les Bonnes d'enfants, ballet-pantomime en 3 actes de Blache et Charles-François Mazurier (12 août)
- 1824 : La Petite Somnambule, comédie-vaudeville en 1 acte de Ferdinand de Villeneuve et Charles Dupeuty (2 octobre)
- 1824 : La Famille du charlatan, folie vaudeville en 1 acte de Armand-François Jouslin de la Salle et Maurice de Chavanges (12 octobre)
- 1824 : Le Colonel de Hussards, mélodrame en 3 actes de Alphonse de Chavanges et Constant Ménissier (9 novembre)
- 1824 : L'École du scandale, pièce en 3 actes et en prose de Charles-R.-E. de Saint-Maurice, Edmond Crosnier et Armand-François Jouslin de La Salle (8 décembre)
- 1824 : Milon de Crotone ou les Deux Athlètes, pantomime historique en 2 actes de Frédéric-Auguste Blache et Maurice Alhoy (30 décembre)

- 1825 : Les Marchandes de modes ou Une soirée de carnaval, pantomime-folie en 2 actes de Pierre-Jean Aniel (20 janvier)
- 1825 : L'Agent de change ou Une fin de mois, drame en 3 actes imité de Beaumarchais de Jean-Toussaint Merle, Théodore Baudouin d'Aubigny et Maurice Alhoy
- 1825 : Jocko ou le Singe du Brésil, ballet-pantomime en 2 actes de Edmond Rochefort et Frédéric-Auguste Blache, musique Alexandre Piccinni (16 mars)
- 1825 : In vino veritas, comédie-vaudeville en 1 acte de Saint-Ange Martin, Frédéric de Courcy et Carmouche (24 avril)
- 1825 : Les Acteurs à l'auberge, comédie en 1 acte de Armand-François Jouslin de la Salle, Maurice Alhoy et Francis Cornu (28 mai)
- 1825 : Le Vieillard d'Ivry, ou 1590 et 1825, vaudeville en 2 tableaux de Marc-Antoine-Madeleine Désaugiers, Jean-Toussaint Merle et Ferdinand Laloue, ballet Jean Coralli, à l'occasion du sacre de Charles X, (7 juin)
- 1825 : Le Petit Ramoneur, drame en 3 actes de Thomas Sauvage (23 juin)
- 1825 : Le Flâneur, comédie-vaudeville en 1 acte de Henri Villemot et Jules Dulong (13 juillet)
- 1825 : Les Prisonniers de guerre, mélodrame en 3 actes de Léopold Chandezon et Antony Béraud (23 juillet)
- 1825 : La Jambe de bois, mélodrame en 3 actes de Poujol et Charles Hubert, ballet Pierre-Jean Aniel, musique Alexandre Piccinni (20 août)
- 1825 : La Lisbell ou la Nouvelle Claudine pantomime en 3 actes de Coraly (8 septembre)
- 1825 : Le Docteur d'Altona, mélodrame en 3 actes de Alphonse de Chavanges, Hyacinthe Decomberousse et Auguste Maillard (18 octobre)
- 1825 : Monsieur Charles ou Une matinée à Bagatelle, comédie-vaudeville en 1 acte, (4 novembre)
- 1825 : Les Ruses espagnoles, ballet-pantomime par Jean Coralli (29 novembre)
- 1825 : La Fille du musicien, drame en 3 actes imité de Schiller d'Edmond Crosnier et Alexandre de Ferrière (10 décembre)
- 1825 : La Corbeille de mariage ou les Étrennes du futur, vaudeville en 1 acte de Armand-François Jouslin de la Salle, Maurice Alhoy et Léopold Chandezon (31 décembre)

- 1826 : Le Vieux Pauvre ou le Bal et l'incendie, mélodrame en 3 actes de Ferdinand de Villeneuve, Charles Dupeuty et Ferdinand Laloue, 15 janvier
- 1826 : Monsieur de Pourceaugnac, ballet-folie-pantomime en 2 actes de Jean Coralli et Armand-François Jouslin de La Salle (28 janvier)
- 1826 : L'Oncle et le neveu ou les Noms supposés, comédie-vaudeville en 1 acte de Pierre Tournemine et Eugène Cantiran de Boirie (14 février)
- 1826 : Le Tambour et la musette, tableau-vaudeville en 1 acte de Armand-François Jouslin de La Salle, Maurice Alhoy et Charles Nodier (15 avril)
- 1826 : Gulliver, ballet-folie en 2 actes de Jean Coralli et Armand-François Jouslin de La Salle (9 mai)
- 1826 : Le Monstre et le magicien, mélodrame-féerie en 3 actes d'Antony Béraud et Jean-Toussaint Merle (10 juin)
- 1826 : Le Nouvelliste ou le Plan de campagne, comédie-vaudeville en 1 acte de Félix de Croisy, Benjamin Antier, Martin Deslandes (2 juillet)
- 1826 : Les Filets de Vulcain ou le Lendemain d'un succès, folie vaudeville en 1 acte de Armand-François Jouslin de La Salle, Carmouche et Henri Dupin (15 juillet)
- 1826 : Scaramouche ou la Statue du commandeur, pantomime en 2 actes de Pierre-Jean Aniel (19 août)
- 1826 : Charles Stuart, ou le Château de Woodstoch, mélodrame en 3 actes de Félix de Croisy, Antony Béraud (8 septembre)
- 1826 : La Visite à Bedlam, ballet-pantomime en 2 tableaux de Jean Coralli (19 septembre)
- 1826 : Le Créancier voyageur, comédie-vaudeville en 1 acte de Jules-Henri Vernoy de Saint-Georges et Saint-Ange Martin et Francis Cornu (30 septembre)
- 1826 : Le Commis-voyageur, ou le Bal et la saisie, comédie-vaudeville en 1 acte de Louis Montigny (8 octobre)
- 1826 : La Fête du village, ou le Cadran de la commune, vaudeville en 1 acte à l'occasion de la fête du Roi, de Edmond Crosnier, Baron de Mongenet et Armand-François Jouslin de La Salle (4 novembre)
- 1826 : Le Contumace, mélodrame en 3 actes de Armand-François Jouslin de La Salle, Charles-R.-E. de Saint-Maurice, Edmond Crosnier 28 novembre

- 1827 : Trente Ans ou la Vie d’un joueur, mélodrame en 3 journées de Victor Ducange
- 1827 : Mandrin, mélodrame en 3 actes, de Benjamin Antier avec Étienne Arago et Edmond Crosnier (3 avril)

- 1828 : Le Chasseur noir, mélodrame en 3 actes à spectacle de Benjamin Antier avec Frédérick Lemaître et Théodore Nézel (30 janvier)
- 1828 : Le Caissier, drame en 3 actes de Armand-François Jouslin de La Salle, Charles-R.-E. de Saint-Maurice (30 mars)
- 1828 : Faust, drame en 3 actes d'Antony Béraud, Jean-Toussaint Merle et Charles Nodier d'après Johann Wolfgang von Goethe (29 octobre)

- 1829 : Rochester, drame en 3 actes et en 6 parties de Théodore Nézel et Benjamin Antier (17 janvier)
- 1829 : Sept Heures ou Charlotte Corday, mélodrame en 3 actes de Victor Ducange et Auguste Anicet-Bourgeois (23 mars)
- 1829 : La Fille mal gardée ou Il n'y a qu'un pas du mal au bien, ballet-pantomime d'après Dauberval (22 mai)
- 1829 : Marino Faliero, mélodrame en 5 actes de Casimir Delavigne (30 mai)
- 1829 : L'Enragée de Chaumont, comédie en 1 acte de Benjamin Antier et Antoine Simonnin (2 novembre)
- 1829 : Macbeth, mélodrame en 5 actes avec un prologue d'Auguste Anicet-Bourgeois et Victor Ducange, imitation libre de Shakespeare (9 novembre)

- 1831 : L'Incendiaire ou le Curé et l'Archevêché, drame en 3 actes à grand spectacle de Benjamin Antier avec Alexis Decomberousse (24 mars)
- 1831 : Antony, drame en 5 actes en prose d'Alexandre Dumas (3 mai)
- 1831 : Marion de Lorme, pièce en 5 actes et en vers de Victor Hugo (11 août)

- 1832 : L'Auberge des Adrets, drame en 3 actes de Benjamin Antier, Polyanthe et Saint-Amand (28 janvier)
- 1832 : Un mariage corse, comédie-vaudeville en 1 acte de Narcisse Fournier, Lockroy et Auguste Arnould, 26 mai 1832

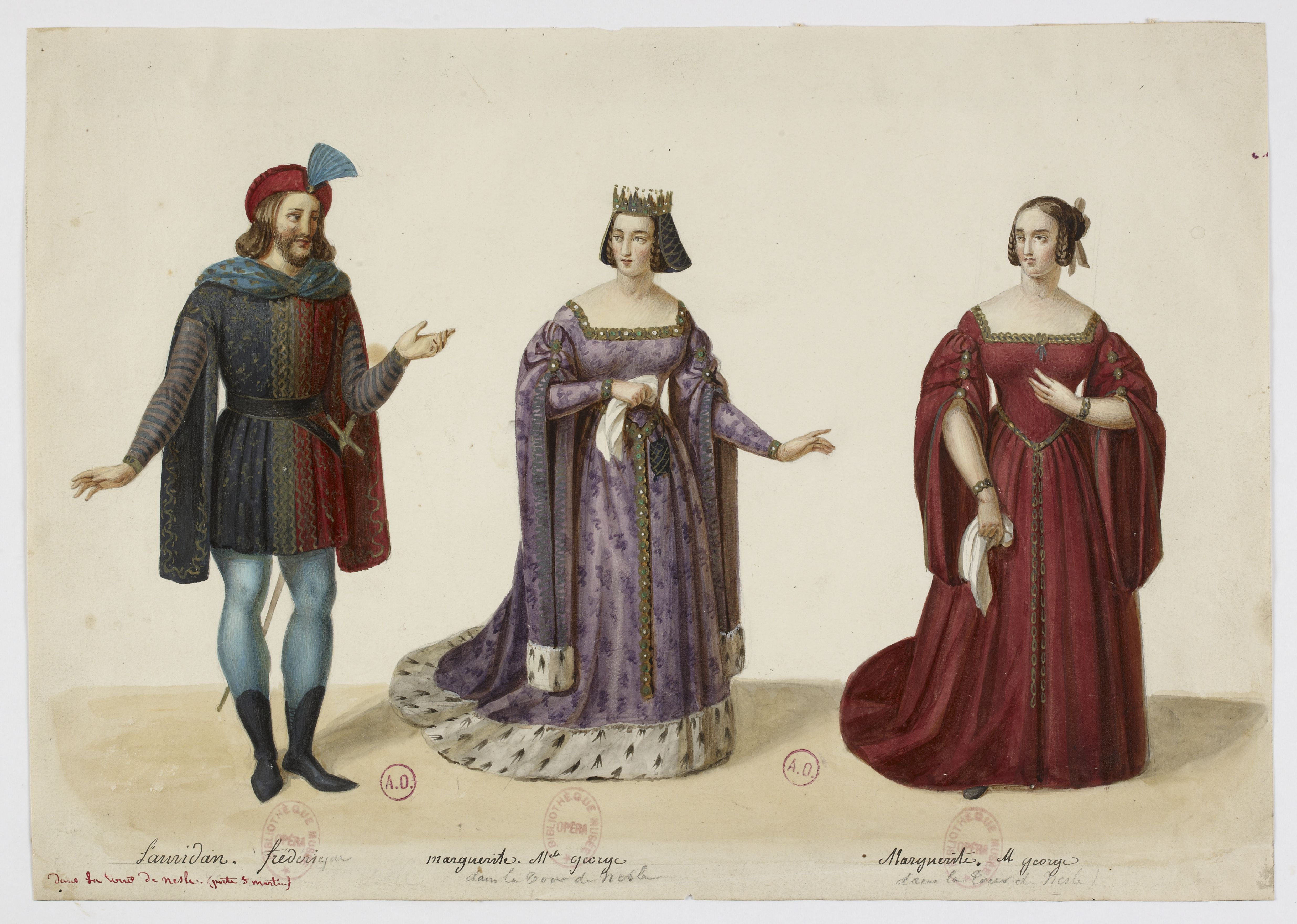
Costumes de Frédérick Lemaître en Buridan et Mademoiselle George en Marguerite de Bourgogne pour la reprise de la pièce de théâtre La Tour de Nesle du 15 septembre 1832 au théâtre de la Porte Saint-Martin.

- 1832 : La Tour de Nesle, drame en 5 actes et 9 tableaux d'Alexandre Dumas et Frédéric Gaillardet (29 mai)

- 1833 : Lucrèce Borgia, drame en 3 actes et 5 tableaux de Victor Hugo (2 février)
- 1833 : Marie Tudor, drame en 3 actes et en prose de Victor Hugo (6 novembre)
- 1833 : Angèle, drame en 5 actes d'Alexandre Dumas (28 décembre)

- 1834 : Le Brigand et le Philosophe, drame en 5 actions avec 1 prologue en 2 parties de Félix Pyat (22 février)
- 1834 : Catherine Howard, drame en 5 actes et en 8 tableaux d'Alexandre Dumas (2 juin)
- 1834 : Le Mari de la favorite, comédie en 5 actes de Xavier Boniface de Saintine et Michel Masson (4 novembre)

- 1835 : La Nonne sanglante, drame en 5 actes de Julien de Mallian et Auguste Anicet-Bourgeois (16 février)
- 1835 : Les Amours de Faublas, ballet-pantomime en 3 actes et 4 tableaux de Joseph-Philippe Lockroy, chorégraphie Emmanuel Théaulon (12 juin)
- 1835 : Robert Macaire, pièce en 4 actes et 6 tableaux de Benjamin Antier avec Saint-Amand et Frédérick Lemaître (septembre)

- 1836 : Les Sept Infans de Lara, drame en 5 actes de Félicien Mallefille (2 mars)
- 1836 : Don Juan de Marana ou la Chute d'un ange, mystère en 5 actes en prose et en vers d'Alexandre Dumas (30 avril)
- 1836 : Léon, drame en 5 actes de Michel-Nicolas Balisson de Rougemont (1er décembre)

- 1837 : Le Riche et le Pauvre, drame en 5 actes et 6 tableaux d'Émile Souvestre (1er février)
- 1837 : Le Portefeuille ou Deux Familles, drame en 5 actes d'Auguste Anicet-Bourgeois et Adolphe d'Ennery (7 mars)
- 1837 : La Guerre des servantes, drame en 5 actes et 7 tableaux de Jules-Édouard Alboize de Pujol, Emmanuel Théaulon et Charles Jean Harel (26 août)
- 1837 : Rita l'espagnole, drame en 4 actes de Jules Chabot de Bouin, Auguste-Louis-Désiré Boulé et Charles Desnoyer (17 octobre)

- 1838 : Mateo ou les Deux Florentins, comédie-drame en 5 actes de Laurencin (1er mai)
- 1838 : Peau d'âne, féérie en 9 tableaux de Louis-Émile Vanderburch et Laurencin (10 août)
- 1838 : Don Sébastien de Portugal, tragédie en 5 actes de Paul Foucher (9 novembre)
- 1838 : Randal, drame en 5 actes de Félicien Mallefille (3 décembre)

- 1839 : Claude Stocq, drame en 4 actes et 1 prologue de Narcisse Fournier et Auguste Arnould (11 janvier)
- 1839 : Le Manoir de Montlouvier, drame en 5 actes de Joseph-Bernard Rosier (11 février)
- 1839 : Le Pacte de famine, drame historique en 5 actes d'Élie Berthet et Paul Foucher (17 juin)
- 1839 : Les Trois Muletiers, mélodrame comique en 3 actes de Benjamin Antier avec Marchal (9 novembre)

- 1841 : Les Deux Serruriers, drame en 5 actes de Félix Pyat (25 mai)

- 1842 : Paris le bohémien, drame en 5 actes de Joseph Bouchardy (18 avril)
- 1842 : Mathilde, drame en 5 actes de Félix Pyat avec Eugène Sue tiré de Mathilde, Mémoires d'une jeune femme (24 septembre)

- 1844 : Les Mystères de Paris, pièce en 5 parties et 11 tableaux, adaptation Prosper Goubaux d'après Eugène Sue (13 février)
- 1844 : Don César de Bazan, drame en 5 actes mêlé de chant d'Adolphe d'Ennery et Dumanoir (30 juillet)
- 1844 : La Dame de Saint-Tropez, drame en 5 actes d'Auguste Anicet-Bourgeois et Adolphe d'Ennery (23 novembre)

- 1845 : Lady Seymour, drame en 5 actes de Charles Duveyrier (7 février)
- 1845 : La Biche aux bois, vaudeville-féerie en 4 actes de Théodore Cogniard et Hippolyte Cogniard (29 mars)
- 1845 : Marie-Jeanne, drame en 5 actes et 6 tableaux d'Adolphe d'Ennery et Julien de Mallian (11 novembre)

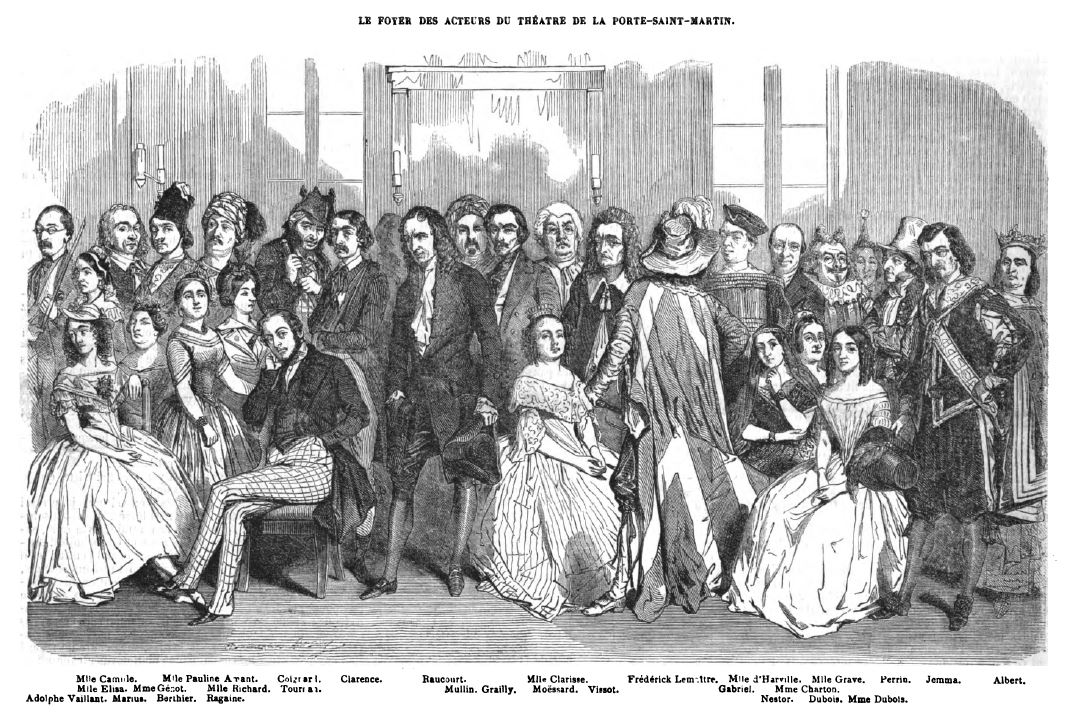
Les acteurs du théâtre de la Porte-Saint-Martin, gravure d'Eustache Lorsay parue dans L'Illustration volume 1846-1847.

- 1846 : Le Docteur noir, drame en 7 actes d'Auguste Anicet-Bourgeois et Dumanoir (30 juillet)

- 1847 : Le Chiffonnier de Paris drame en 5 actes, 1 prologue et 12 tableaux de Félix Pyat (11 mai)

- 1850 : Toussaint Louverture, poème dramatique d'Alphonse de Lamartine, mise en scène de Frédérick Lemaître (créé le 6 avril)

- 1852 : La Poissarde ou les Halles en 1804, drame en 5 actes de Charles Dupeuty, Paulin Deslandes et Ernest Bourget (30 janvier)
- 1852 : Benvenuto Cellini, drame en 5 actes et 8 tableaux de Paul Meurice, musique d'Adolphe de Groot (1er avril)
- 1852 : Richard III, drame en 5 actes de Victor Séjour (28 septembre)

- 1853 : Le Caporal et la Payse, comédie-vaudeville en 1 acte d'Adolphe d'Ennery et Dumanoir (9 mai)
- 1853 : L'Honneur de la maison, drame en 5 actes de Léon Battu et Maurice Desvignes (6 juillet)
- 1853 : Les Sept Merveilles du monde, grande féerie en 20 tableaux d'Adolphe d'Ennery et Eugène Grangé (29 septembre)

- 1854 : Schamyl, drame en 5 actes et 9 tableaux de Paul Meurice, musique de Gondois (26 juin)

- 1855 : Les Noces vénitiennes, drame en 5 actes en prose de Victor Séjour
- 1855 : Paris, drame en 5 actes, 26 tableaux, prologue et épilogue de Paul Meurice (21 juillet)[8]

- 1856 : Le Fils de la nuit, drame en prose en 3 journées et 1 prologue de Victor Séjour

- 1857 : Les Chevaliers du brouillard, drame en 5 actes et 10 tableaux d'Adolphe d'Ennery et Ernest Bourget (10 juillet)

- 1858 : Les Mères repenties, drame en 4 actes de Félicien Mallefille (15 avril)
- 1858 : Faust d'Adolphe d'Ennery (27 septembre)

- 1859 : La Tireuse de cartes, drame en 5 actes et 1 prologue en prose de Victor Séjour (22 décembre)

- 1861 : Les Funérailles de l'honneur, drame en 7 actes d'Auguste Vacquerie (30 mars)

- 1862 : Le Bossu, drame en 5 actes et 12 tableaux d'Auguste Anicet-Bourgeois en collaboration avec Paul Féval (8 septembre)

- 1864 : Les Flibustiers de la Sonore, drame en 5 actes en 10 tableaux avec un prologue de Gustave Aimard et Amédée Rolland (31 août)

- 1866 : La Biche aux bois, vaudeville-féerie en 4 actes de Théodore Cogniard et Hippolyte Cogniard, avec Sarah Bernhardt

- 1868 : La Poissarde ou les Halles en 1804, drame en 5 actes de Charles Dupeuty, Paulin Deslandes et Ernest Bourget
- 1868 : Cadio, drame en 5 actes et 8 tableaux de George Sand et Paul Meurice (3 octobre)

- 1869 : Patrie ! de Victorien Sardou (18 mars)

- 1870 : Lucrèce Borgia, drame en 3 actes et 5 tableaux de Victor Hugo (2 mars)

- 1873 : Marie Tudor, drame en 3 actes et en prose de Victor Hugo (27 septembre)
- 1873 : Libres !, drame en 5 actes et 8 tableaux d'Edmond Gondinet, mise en scène de Léon Ricquier (22 novembre)

- 1874 : Les Deux Orphelines, drame en 5 actes d'Adolphe d'Ennery et Eugène Cormon (20 janvier)
- 1874 : Le Tour du monde en quatre-vingts jours, drame en 5 actes et 15 tableaux de Jules Verne et Adolphe d'Ennery, musique de Jean-Jacques-Joseph Debillemont (7 novembre)

- 1875 : La Jeunesse des Mousquetaires, drame en 5 actes et 14 tableaux d'Alexandre Dumas et Auguste Maquet (23 décembre)
- 1875 : Jean Sobieski, drame en 5 actes en vers de Christien Ostrowski (25 décembre)

- 1876 : La Reine Margot, drame historique en 5 actes et 13 tableaux d'Alexandre Dumas et Auguste Maquet (23 décembre)

- 1877 : Les Exilés, drame en 5 actes et 9 tableaux d'Eugène Nus d'après le roman du prince Joseph Lubomirski (31 mars)
- 1877 : La Tour de Nesle, drame en 5 actes et 9 tableaux d'Alexandre Dumas et Frédéric Gaillardet (22 septembre)
- 1877 : Une cause célèbre d'Adolphe d'Ennery et Eugène Cormon (27 décembre)

- 1878 : Les Misérables de Paul Meurice et Charles Hugo d'après Victor Hugo (22 mars)
- 1878 : Le Tour du monde en quatre-vingts jours, drame en 5 actes et 15 tableaux de Jules Verne et Adolphe d'Ennery, musique de Jean-Jacques Debillemont (1er juin)
- 1878 : Les Deux Orphelines, drame en 5 actes d'Adolphe d'Ennery et Eugène Cormon (juin)
- 1878 : Les Enfants du capitaine Grant, pièce en 5 actes, 1 prologue et 13 tableaux d'Adolphe d'Ennery d’après Jules Verne (26 décembre)

- 1879 : Les Mystères de Paris, pièce en 5 parties et 11 tableaux, adaptation Prosper Goubaux d'après Eugène Sue (14 juin)

- 1883 : Nana-Sahib, drame en vers en 7 tableaux de Jean Richepin (20 septembre)
- 1883 : Froufrou, pièce en 5 actes d'Henri Meilhac et Ludovic Halévy (17 septembre)

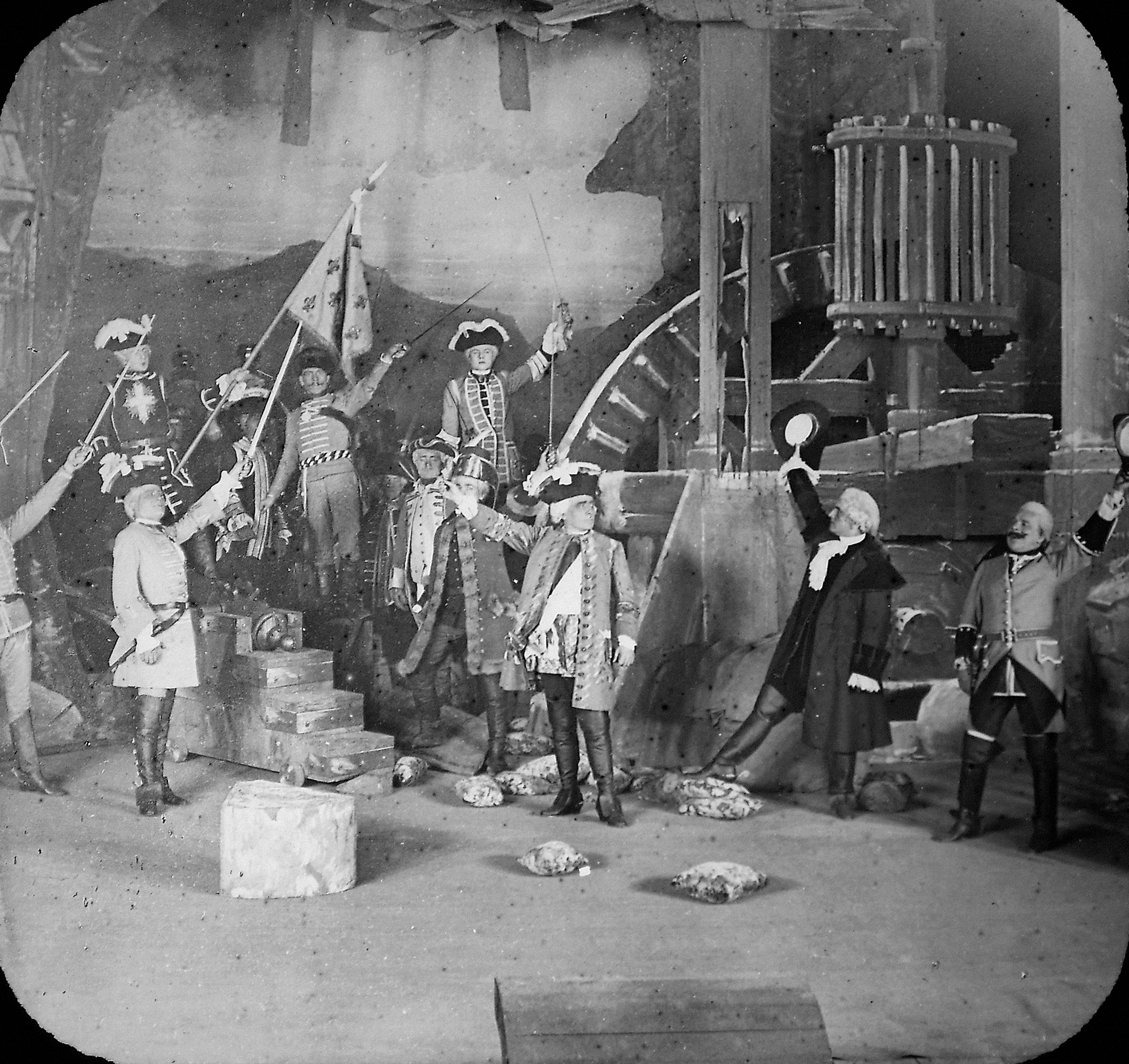
Fanfan la Tulipe, 1895.

- 1884 : Macbeth, drame en 9 tableaux et en prose d'après William Shakespeare, adaptation Jean Richepin, avec Sarah Bernhardt (21 mai)
- 1884 : Theodora, drame en 5 actes et 7 tableaux de Victorien Sardou (26 décembre)

- 1885 : Marion de Lorme, drame en 5 actes et en vers de Victor Hugo, avec Sarah Bernhardt (30 décembre)

- 1886 : Le Crocodile, pièce en 5 actes et 9 tableaux de Victorien Sardou (12 décembre)

- 1887 : Les Beaux Messieurs de Bois-Doré, drame en 5 actes de George Sand et Paul Meurice (29 avril)
- 1887 : La Tosca de Victorien Sardou, avec Sarah Bernhardt (24 novembre)

- 1889 : Le Chevalier de Maison-Rouge, drame en 5 actes et 12 tableaux d'Auguste Maquet d'après Alexandre Dumas (28 décembre)

- 1890 : Jeanne d'Arc de Jules Barbier, musique de Charles Gounod, avec Sarah Bernhardt (3 janvier)
- 1890 : Cléopâtre de Victorien Sardou et Émile Moreau, avec Sarah Bernhardt (23 octobre)

- 1891 : L'Impératrice Faustine, drame en 5 actes de Stanislas Rzewuski (23 mars)

- 1892 : Le Maître d'armes de Jules Mary et Georges-Auguste Grisier (13 octobre)

- 1893 : Napoléon de Léopold Martin-Laya (5 décembre)

- 1895 : Le Collier de la reine, pièce en 5 actes et 13 tableaux de Pierre Decourcelle (31 janvier)
- 1895 : Messire du Guesclin, drame en vers en 3 actes avec prologue et épilogue de Paul Déroulède (22 octobre)
- 1895 : Fanfan la Tulipe
- 1895 : Thermidor, drame historique en 4 actes de Victorien Sardou [9]
- 1896 : Don César de Bazan[10]
- 1896 : Jacques Callot, drame en 5 actes et 6 tableaux de Henri Cain, Eugène Adenis et Édouard Adenis (14 septembre)
- 1896 : Les Bienfaiteurs, comédie en 4 actes d'Eugène Brieux, mise en scène de Louis Péricaud (22 octobre)
- 1896 : Le Colonel de Roquebrune de Georges Ohnet[11],
- 1897 : La Montagne enchantée, pièce fantastique en 5 actes et 12 tableaux d'Émile Moreau et Albert Carré, musique d'André Messager et Xavier Leroux (12 avril)
- 1897 : La Mort de Hoche pièce en 5 actes en prose de Paul Déroulède (5 octobre)
- 1897 : Cyrano de Bergerac d'Edmond Rostand (27 décembre)

- 1899 : Plus que reine, drame en 5 actes, 1 prologue et 7 tableaux d'Émile Bergerat
- 1899 : La Dame de Montsoreau
- 1899 : Les Misérables de Paul Meurice et Charles Hugo d'après Victor Hugo (27 décembre)

### 1900-1909
- 1900 : Cyrano de Bergerac d'Edmond Rostand (15 mai)
- 1900 : L'Assommoir d'Émile Zola (1er novembre)
- 1900 : Jean Bart, drame en 5 actes et 7 tableaux d'Edmond Haraucourt, mise en scène de Louis Péricaud (5 avril)

- 1901 : La Pompadour, comédie dramatique en 5 actes, 7 tableaux, 1 prologue et 1 épilogue d'Émile Bergerat, mise en scène de Louis Péricaud (13 novembre)
- 1901 : Quo Vadis ?, drame historique en cinq actes d'Emile Moreau, 16 janvier 1901[12]

- 1902 : La Maison du baigneur, drame en 5 actes et 12 tableaux d'Auguste Maquet, mise en scène de Louis Péricaud (6 octobre)
- 1902 : Nos deux consciences, pièce 5 actes de Paul Anthelme (15 novembre)

- 1904 : Falstaff de Jacques Richepin d'après William Shakespeare (28 janvier)

- 1907 : La Marjolaine, pièce en 5 actes et en vers de Jacques Richepin (20 avril)
- 1907 : Le Manteau du Roi, pièce en 4 actes en vers de Jean Aicard, mise en scène de Louis Péricaud (22 octobre)
- 1907 : L'Affaire des poisons de Victorien Sardou (7 décembre)

- 1908 : La Femme X... d'Alexandre Bisson, mise en scène de Louis Péricaud (15 décembre)

- 1909 : La Fille de Pilate, pièce en 3 actes en vers de René Fauchois (8 avril)
- 1909 : Lauzun, pièce en 4 actes de Gustave Guiches et François de Nion (16 avril)
- 1909 : La Glu, drame lyrique en 5 actes et 6 tableaux, de Jean Richepin (12 mai)[13]
- 1909 : Pierre de lune, pièce en 5 actes et 7 tableaux de Louis Péricaud d'après Wilkie Collins, avec Henri Desfontaines (15 juin)
- 1909 : Le Roy sans royaume, pièce en 3 parties et 7 tableaux de Pierre Decourcelle (23 septembre)
- 1909 : La Griffe d'Henri Bernstein (22 octobre)
- 1909 : La Massière, comédie en 4 actes de Jules Lemaître (21 décembre)

### 1910-1919
- 1910 : Chantecler d'Edmond Rostand (7 février)
- 1910 : Crainquebille d'Anatole France
- 1910 : L'Aventurier, comédie en 4 actes d'Alfred Capus (4 novembre)

- 1911 : L'Enfant de l'amour, pièce en 4 actes de Henry Bataille, avec Réjane (27 février)
- 1911 : La Flambée de Henry Kistemaeckers (7 décembre)
- 1911 : La Danseuse au couvent, pièce en 1 acte de Pierre Decourcelle.
- 1911 : L'abbée Constantin,Par Hector Crémieux et Pierre Decourcelle   1912 : La Crise, comédie en 3 actes de Paul Bourget et André Beaunier (3 mai)
- 1912 : La Robe rouge, pièce en 4 actes d'Eugène Brieux (28 septembre) avec Léon Christian, Cécile Darlot
- [14]1912 : Les Flambeaux, pièce en 3 actes de Henry Bataille (26 novembre)

- 1913 : Le Ruisseau, comédie en 3 actes de Pierre Wolff (11 novembre)

- 1914 : Madame, comédie en 3 actes de Abel Hermant et Alfred Savoir (10 février)
- 1914 : Monsieur Brotonneau, comédie en 3 actes de Gaston Arman de Caillavet et Robert de Flers (8 avril)
- 1914 : Le destin est maître, pièce en 2 actes de Paul Hervieu (9 avril)

- 1916 : L'Amazone, pièce en 3 actes de Henry Bataille, avec Réjane (10 novembre)

- 1917 : Grand'père de Lucien Guitry (11 décembre)

- 1919 : Mon père avait raison de Sacha Guitry (8 octobre)

### 1920-1929
- 1920 : Béranger de Sacha Guitry, avec Yvonne Printemps (21 janvier)
- 1920 : Le Courrier de Lyon d'Émile Moreau, Paul Siraudin et Alfred Delacour (31 juillet)
- 1920 : Appassionata, pièce en 4 actes de Pierre Frondaie (22 octobre)

- 1922 : La Dernière Nuit de don Juan d'Edmond Rostand (10 mars)

- 1923 : Le Phénix drame en 3 actes en vers de Maurice Rostand (9 janvier)
- 1923 : La Gardienne pièce en 4 actes de Pierre Frondaie (31 octobre)

- 1924 : L'Amour de Henry Kistemaeckers (7 octobre)

- 1925 : Madelon, pièce en 4 actes de Jean Sarment, mise en scène d'Émile Bertin (17 mars)
- 1925 : Seigneur Polichinelle, pièce en 4 actes en vers de Miguel Zamacoïs (18 mai)
- 1925 : Dibengo, comédie en 3 actes de Pierre Wolff et Henri Duvernois (21 octobre)

- 1926 : Une revue 1830-1930, revue en 2 actes et 30 tableaux de Maurice Donnay et Henri Duvernois, musique de Reynaldo Hahn, mise en scène Jacques Charles (28 octobre)

- 1927 : Berlioz de Charles Méré, mise en scène d'Émile Couvelaine (22 janvier)

- 1928 : Le Carnaval de l'amour de Charles Méré, mise en scène d'Émile Couvelaine (14 février)

- 1928 : Napoléon IV de Maurice Rostand, mise en scène d'Émile Couvelaine (15 septembre)

- 1929 : Le Dernier Tzar, pièce en 4 actes et 5 tableaux en vers de Maurice Rostand, mise en scène d'Émile Couvelaine (19 septembre)

### 1930-1939
- 1930 : David Golder de Fernand Nozière d'après le roman d'Irène Némirovsky (26 décembre)

- 1931 : Monsieur de Létorière, pièce en 4 actes et 5 tableaux de Maurice Rostand (24 mars)
- 1931 : Le Général Boulanger pièce en 2 parties et 10 tableaux en vers et en prose de Maurice Rostand (5 octobre)

- 1932 : La Tour de Nesle d'Alexandre Dumas (20 mai)

- 1934 : Fragonard comédie musicale en 3 actes et 4 tableaux d'André Rivoire et Romain Coolus, musique de Gabriel Pierné, mise en scène de Maurice Lehmann (17 octobre)

- 1935 : Peer Gynt de Henrik Ibsen

- 1936 : Cyrano de Bergerac d'Edmond Rostand
- 1936 : Napoléon unique de Paul Raynal, mise en scène de Jacques Copeau (10 novembre)

### 1940-1949
- 1940 : Le Bossu de Paul Féval et Auguste Anicet-Bourgeois, mise en scène de Robert Ancelin (13 décembre)[15]

- 1941 : Le Maître de forges de Georges Ohnet, mise en scène de Robert Ancelin (14 janvier)
- 1941 : Les Deux Orphelines d'Adolphe d'Ennery et Eugène Cormon, mise en scène de Robert Ancelin (mars)
- 1941 : Mon curé chez les riches de Clément Vautel, mise en scène de Robert Ancelin
- 1941 : La Porteuse de pain de Xavier de Montépin, mise en scène de Robert Ancelin (mai)
- 1941 : Le Contrôleur des wagons-lits et Les Surprises du divorce d'Alexandre Bisson, mise en scène de Robert Ancelin (26 juin)
- 1941 : Les Deux Gosses de Pierre Decourcelle, mise en scène de Robert Ancelin (11 novembre)

- 1942 : La Bouquetière des Innocents d'Auguste Anicet-Bourgeois et Ferdinand Dugué, mise en scène de Robert Ancelin (février)
- 1942 : Occupe-toi d'Amélie de Georges Feydeau, mise en scène de Robert Ancelin
- 1942 : Et moi je te dis qu'elle t'a fait de l'œil de Maurice Hennequin et Pierre Veber, mise en scène de Robert Ancelin

- 1943 : Pour avoir Adrienne de Louis Verneuil, mise en scène de Robert Ancelin
- 1943 : Mon oncle et mon curé de Jean de La Brète, mise en scène de Robert Ancelin
- 1943 : Le Pavillon d'Asnières de Charles Méré d'après Georges Simenon, mise en scène de Robert Ancelin,
- 1943 : Mon curé chez les riches d'après le roman de Clément Vautel, mise en scène de Robert Ancelin (2 décembre)

- 1944 : Victoire de Paris, revue (novembre)

- 1945 : La Puce à l'oreille de Georges Feydeau, mise en scène de Robert Ancelin

### 1950-1959
- 1950 : Les Gueux au paradis de Gaston-Marie Martens et André Obey[16]
- 1950 : Les Héritiers Bouchard de Max Régnier, mise en scène de Christian-Gérard, reprise (septembre)
- 1950 : Mon bébé de Maurice Hennequin d'après Baby mine de Margaret Mayo, mise en scène de Christian-Gérard
- 1950 : Drôle de monde, revue d'actualité de Max Régnier

- 1951 : Les Trois Mousquetaires d'Alexandre Dumas et Auguste Maquet, mise en scène de Jean-Pierre Grenier

- 1952 : Feu Monsieur de Marcy de Raymond Vincy et Max Régnier, mise en scène de Georges Douking

- 1954 : À la Jamaïque, opérette de Raymond Vincy et Francis Lopez, mise en scène de Fred Pasquali (février)

- 1956 : La Gueule du loup de Stephen Wendt, adaptation Marc-Gilbert Sauvajon, mise en scène de Marc-Gilbert Sauvajon (22 février)

- 1957 : L'Apprenti fakir, spectacle en 3 actes de Jean Marais, chorégraphie et mise en scène de Georges Reich, lyrics Charles Aznavour, musique de Jeff Davis (12 décembre)

- 1958 : La Belle Arabelle, opérette en 2 actes et 25 tableaux de Marc-Cab et Francis Blanche, musique de Guy Lafarge et Pierre Philippe, mise en scène d'Yves Robert (4 octobre)
- 1958 : Pacifico opérette de Paul Nivoix, musique de Jo Moutet, mise en scène de Max Révol (11 novembre)

### 1960-1969
- 1960 : Dix millions cash, opérette de Raymond Vincy et Francis Lopez, mise en scène de Jacques Mauclair (10 décembre)

- 1961 : Visa pour l’amour, opérette de Raymond Vincy et Francis Lopez
- 1961 : Oscar de Claude Magnier, mise en scène de Jacques Mauclair avec Louis de Funès

- 1963 : Bonsoir Madame Pinson d'Arthur Lovegrove, adaptation André Gillois et Max Régnier, mise en scène de Jean-Paul Cisife (25 septembre)
- 1964 : Sans domicile de Jacob Mikhailovich Gordin, mise en scène d'Ida Kaminska
- 1965 : Les Filles de Jean Marsan, mise en scène de Jean Le Poulain
- 1965 : Le Plus Grand des hasards d'André Gillois et Max Régnier, mise en scène de Georges Douking (1er octobre)
- 1965 : Docteur Glass ou le Médecin imaginaire de Hans Weigel et Michel Perrin, mise en scène de Christian Alers (10 décembre)

- 1966 : Mouche, comédie musicale, adaptation Paul Misraki d'après un succès de Broadway Carnival !, musique et lyrics Bob Merrill, livret Michael Stewart d'après une nouvelle de Paul Gallico The Love of Seven Dolls et Lili), mise en scène Raymundo de Larrain
- 1966 : Baby Hamilton de Maurice Braddell et Anita Hart, mise en scène de Christian-Gérard

- 1967 : Baby Hamilton de Maurice Braddell et Anita Hart, mise en scène de Christian-Gérard (12 janvier)
- 1967 : Henry VI de William Shakespeare, mise en scène de Jean-Louis Barrault
- 1967 : Qui est cette femme ? de Norman Krasna, mise en scène de Jacques Fabbri (12 septembre)
- 1967 : Le Grand Théâtre du monde de Pedro Calderón de la Barca, mise en scène de Víctor García

- 1969 : Les Rosenberg ne doivent pas mourir d'Alain Decaux, mise en scène de Jean-Marie Serreau (21 janvier)[17]
- 1969 : Fanny de Marcel Pagnol, mise en scène d'Henri Vilbert
- 1969 : Patrie ! de Victorien Sardou
- 1969 : Hair, comédie musicale de Gerome Ragni et James Rado, musique de Galt MacDermot, adaptation de Jacques Lanzmann (31 mai)

### 1970-1979
- 1972 : Godspell, comédie musicale de John Michael Tebelak, mise en scène de Nina Faso, avec Dave, Daniel Auteuil

- 1973 : Roméo et Juliette de William Shakespeare, mise en scène de Robert Hossein (27 septembre)

- 1974 : The Tour de Nesles d'Alec Pierre Quince d'après Alexandre Dumas, mise en scène d'Archibald Panmach
- 1974 : Le Cochon noir de Roger Planchon, mise en scène de l'auteur, TNP
- 1974 : Le Tartuffe de Molière, mise en scène de Roger Planchon, TNP
- 1974 : Goodbye mister Freud de Copi et Jérôme Savary, mise en scène de Jérôme Savary (1er novembre)

- 1975 : The Rocky Horror Show, comédie musicale de Richard O'Brien, mise en scène de Pierre Spivakoff (2 avril)
- 1975 : Mayflower, comédie musicale de Guy Bontempelli et Éric Charden
- 1975 : L'Apologue de Guénolé Azerthiope

- 1976 : Folies bourgeoises de Roger Planchon, mise en scène de l'auteur (6 mai)
- 1976 : La Dispute de Marivaux, mise en scène de Patrice Chéreau

- 1977 : Loin d’Hagondange de Jean-Paul Wenzel, mise en scène de Patrice Chéreau (22 février)
- 1977 : Pas d'orchidées pour miss Blandish de James Hadley Chase, adaptation de Frédéric Dard, mise en scène de Robert Hossein (15 septembre)

- 1978 : Marcel Marceau

- 1979 : La Fugue de Francis Lacombrade et Bernard Broca, musique d'Alexis Weissenberg, mise en scène de Jean-Claude Brialy (27 février)
- 1979 : Les Deux Orphelines d'Adolphe d'Ennery et Eugène Cormon

### 1980-1989
- 1980 : Le Grand Orchestre du Splendid

- 1980 : Harlem Swing (Ain't misbehavin'), comédie musicale de Richard Maltby Jr. sur des musiques de Fats Waller

- 1981 : Rose-Marie, opérette de Rudolf Friml et Oscar Hammerstein II, mise en scène de Gabriel Chevallier (18 février)
- 1981 : Violettes impériales, opérette de Vincent Scotto, livret Henri Varna, Paul Achard et René Jeanne (octobre)

- 1982 : Concert de Carole Laure et Lewis Furey (février)
- 1982 : Envoyez la musique, comédie musicale de Jacques Mareuil et Gérard Gustin, mise en scène de Raymond Vogel avec Annie Cordy, Patrick Prejean, Gérard Chambre (2 octobre)

- 1983 : K2 de Patrick Meyers, mise en scène de Georges Wilson (23 septembre)

- 1984 : Le Pain dur de Paul Claudel, mise en scène de Gildas Bourdet (juin)
- 1984 : Deux hommes dans une valise de Donald Churchill et Peter Yeldham, adaptation Pol Quentin, mise en scène Jean-Luc Moreau (4 décembre)

- 1985 : Le Roman de Renart, mise en scène François Bourcier (11 mars)
- 1985 : Dieu, Shakespeare et moi de Woody Allen, mise en scène Jean-Louis Terrangle (20 septembre)

- 1986 : L'Avare de Molière, mise en scène François Bourcier (28 février)
- 1986 : Le Roman de Renart, mise en scène François Bourcier (14 avril)
- 1986 : B29 d'Alain Page, mise en scène Derek Goldby, avec Richard Berry et Niels Arestrup (septembre)
- 1986 : Le Tombeur de Robert Lamoureux, mise en scène Jean-Luc Moreau, avec Michel Leeb
- 1986 : La Petite Boutique des horreurs, comédie musicale de Howard Ashman et Alan Menken, mise en scène Alain Marcel (11 décembre)

- 1987 : Esther de Racine, mise en scène Françoise Seigner, Comédie-Française en résidence au théâtre de la Porte Saint-Martin[18] (2 juin)
- 1987 : Les Femmes savantes de Molière, Comédie-Française
- 1987 : Dialogues des carmélites de Georges Bernanos d'après Gertrud von Le Fort, Raymond Léopold Bruckberger, Philippe Agostini, mise en scène Gildas Bourdet, Comédie-Française (12 septembre)

- 1988 : Ténor de Ken Ludwig (en), adaptation Pierre Barillet et Jean-Pierre Gredy, mise en scène Jean-Luc Moreau
- 1988 : Les Fourberies de Scapin de Molière, mise en scène François Bourcier (mai)
- 1988 : La Taupe de Robert Lamoureux, mise en scène Francis Joffo

- 1989 : Vous avez dû mentir aussi spectacle de Carole Laure et Lewis Furey
- 1989 : La Peste d'après Albert Camus, adaptation et mise en scène Francis Huster

### 1990-1999
- 1990 : Le Misanthrope de Molière, mise en scène Jacques Weber

- 1991 : Volpone de Jules Romains, mise en scène Robert Fortune
- 1991 : Le Crépuscule des lâches de Jacques Delaporte et Martin Lamotte, mise en scène Martin Lamotte

- 1992 : Célimène et le Cardinal de Jacques Rampal, mise en scène Bernard Murat (14 janvier)
- 1992 : Knock ou le Triomphe de la médecine de Jules Romains, mise en scène Pierre Mondy (6 octobre)

- 1994 : No Man's Land de Harold Pinter, mise en scène Roger Planchon (9 septembre)
- 1994 : Quisaitout et Grobêta de Coline Serreau, mise en scène Benno Besson (25 octobre)

- 1995 : Golden Joe d'Éric-Emmanuel Schmitt, mise en scène Gérard Vergez (2 février)
- 1995 : Le Voyageur immobile, mise en scène Philippe Genty et Mary Underwood (16 mai)

- 1996 : Passagers clandestins, mise en scène Philippe Genty et Mary Underwood
- 1996 : Master Class de Terrence McNally, adaptation Pierre Laville, mise en scène Roman Polanski, avec Fanny Ardant (28 novembre)

- 1997 : Les Côtelettes de Bertrand Blier, mise en scène Bernard Murat, avec Philippe Noiret et Michel Bouquet (9 septembre)

- 1998 : Une journée particulière d'après le film d'Ettore Scola, mise en scène Jacques Weber, avec Françoise Fabian (10 septembre)
- 1998 : Le Bel Air de Londres de Dion Boucicault, adaptation Jean-Marie Besset, mise en scène Adrian Brine (18 décembre)

- 1999 : Un fil à la patte de Georges Feydeau, mise en scène Alain Sachs

### 2000-2009
- 2000 : La Peste d'après Albert Camus, adaptation et mise en scène Francis Huster (7 octobre)
- 2000 : Minuit chrétien de Tilly, mise en scène de l'auteur (12 avril)
- 2000 : Les Fourberies de Scapin de Molière, mise en scène Daniel Leduc (13 avril)
- 2000 : J'adore la vie d'après Octave Mirbeau, mise en scène Francis Huster (8 septembre)
- 2000 : Les Mille et Une Nuits, mise en scène Jean-Philippe Daguerre (25 octobre)
- 2000 : Un conte de Noël de William Korso et Pierre-Alain Perez, mise en scène William Korso (18 novembre)

- 2001 : Chantons sous la pluie de Barry Collins, mise en scène Jean-Louis Grinda, Claire Servais (17 janvier)[19]
- 2001 : Le Malade imaginaire de Molière, mise en scène Sylvain Lemarié (21 février)
- 2001 : Le Bourgeois gentilhomme de Molière, mise en scène Daniel Leduc (24 mars)
- 2001 : Les Fourberies de Scapin de Molière, mise en scène Daniel Leduc (14 avril)
- 2001 : Ils se sont aimés de Pierre Palmade, Muriel Robin, mise en scène Muriel Robin, avec Pierre Palmade, Michèle Laroque (11 septembre)
- 2001 : Le Médecin malgré lui de Molière, mise en scène Christophe Glockner (30 octobre)
- 2001 : Les Mille et Une Nuits, mise en scène Jean-Philippe Daguerre (29 novembre)

- 2002 : Conversations avec mon père de Herb Gardner, mise en scène Marcel Bluwal, avec Claude Brasseur (6 février)
- 2002 : Le Malade imaginaire de Molière, mise en scène Sylvain Lemarié (21 février)
- 2002 : Raymond Devos (8 avril)
- 2002 : Les Fourberies de Scapin de Molière, mise en scène Daniel Leduc (23 avril)
- 2002 : L'Homme en question de Félicien Marceau, mise en scène Jean-Luc Tardieu, avec Brigitte Fossey et Michel Sardou (4 septembre)
- 2002 : La Merveilleuse Aventure d'Ulysse d'après Homère, mise en scène David Négroni (24 octobre)
- 2002 : Fables en fête d'après Jean de La Fontaine, mise en scène Christian Grau-Stef (21 décembre)
- 2002 : L'Avare de Molière, mise en scène Didier Lafaye (27 décembre)

- 2003 : Sur la corde rêve du Quatuor, mise en scène Alain Sachs (24 janvier)[20]
- 2003 : Les Mille et Une Nuits, mise en scène Jean-Philippe Daguerre (15 février)
- 2003 : Les Fourberies de Scapin de Molière, mise en scène Daniel Leduc (11 avril)
- 2003 : Fables en fête d'après Jean de La Fontaine, mise en scène Christian Grau-Stef (24 octobre)
- 2003 : Le Bourgeois gentilhomme de Molière, mise en scène Jean-Philippe Daguerre (6 décembre)

- 2004 : Le Sénateur Fox de Luigi Lunari, mise en scène Jean-Luc Tardieu, avec Pierre Mondy, Catherine Rich et Guillaume de Tonquédec (8 janvier)
- 2004 : L'Avare de Molière, mise en scène Didier Lafaye (20 février)
- 2004 : Les Fourberies de Scapin de Molière, mise en scène Daniel Leduc (20 avril)
- 2004 : Feydeau c'est fou ! : Mais n'te promène donc pas toute nue ! et Feu la mère de Madame de Georges Feydeau, mise en scène Tilly, avec François Morel et Valérie Mairesse (7 septembre)
- 2004 : Le Bourgeois gentilhomme de Molière, mise en scène Jean-Philippe Daguerre (21 décembre)

- 2005 : L'Avare de Molière, mise en scène Didier Lafaye (22 février)
- 2005 : Love ! Valour ! Compassion ! de Terrence McNally, mise en scène Jean-Pierre Dravel et Olivier Macé (16 février)
- 2005 : Les Fourberies de Scapin de Molière, mise en scène Daniel Leduc (25 avril)
- 2005 : L'Emmerdeur de Francis Veber, mise en scène de l'auteur, avec Patrick Timsit, Richard Berry (20 septembre)
- 2005 : Opening Night de John Cromwell, mise en scène Jean-Paul Bazziconi, avec Marie-Christine Barrault (11 octobre)
- 2005 : Le Bourgeois gentilhomme de Molière, mise en scène Jean-Philippe Daguerre (3 décembre)

- 2006 : L'Avare de Molière, mise en scène Didier Lafaye (10 février)
- 2006 : Love Coach de Izabelle Laporte, Vincent Azé, mise en scène Éric Hénon (22 juin)
- 2006 : Ma tatie Alfred de Jean-Pierre Sturm, mise en scène Michel Morizot (1er septembre)
- 2006 : L'Emmerdeur de Francis Veber, mise en scène de l'auteur, avec Patrick Timsit, Richard Berry (6 octobre)
- 2006 : Le Bourgeois gentilhomme de Molière, mise en scène Jean-Philippe Daguerre (17 décembre)

- 2007 : L'Avare de Molière, mise en scène Georges Werler, avec Michel Bouquet (10 janvier)
- 2007 : Le Malade imaginaire de Molière, mise en scène Daniel Leduc (1er mars)
- 2007 : Le Retour d'Ulysse d'après Homère, mise en scène Sylvain Lemarié (20 avril)
- 2007 : Le Dîner de cons de Francis Veber, mise en scène de l'auteur, avec Dany Boon, Arthur (2 octobre)
- 2007 : Bêtes de scène d'après Jean de La Fontaine, mise en scène Christophe Glockner (24 octobre)
- 2007 : Le Médecin malgré lui de Molière, mise en scène Christophe Glockner (23 décembre)

- 2008 : Le Malade imaginaire de Molière, mise en scène Daniel Leduc (17 février)
- 2008 : Le Retour d'Ulysse d'après Homère, mise en scène Sylvain Lemarié (24 avril)
- 2008 : Le Malade imaginaire de Molière, mise en scène Georges Werler, avec Michel Bouquet (5 septembre)
- 2008 : Contes d'hiver de Hans Christian Andersen et Jacob et Wilhelm Grimm, mise en scène Christophe Glockner (25 octobre)
- 2008 : Le Médecin malgré lui de Molière, mise en scène Jean-Philippe Daguerre (22 décembre)

- 2009 : Feu sacré, pièce-concert d'après les écrits de George Sand et des musiques de Frédéric Chopin, mise en scène Bruno Villien, avec Marc Laforêt et Macha Méril (2 février)
- 2009 : Le Malade imaginaire de Molière, mise en scène Daniel Leduc (27 février)
- 2009 : Panique au ministère de Jean Franco et Guillaume Mélanie, mise en scène Raymond Acquaviva, avec Amanda Lear (4 mars)
- 2009 : La Cage aux Folles de Jean Poiret, mise en scène Didier Caron, avec Didier Bourdon, Christian Clavier (12 septembre)
- 2009 : Casse-noisette de Tchaïkovski, mise en scène Daniel Thuann (24 octobre)
- 2009 : Contes de Hans Christian Andersen et Jacob et Wilhelm Grimm, mise en scène Quentin Defalt (21 décembre)

### 2010-2011
- 2010 : Le Malade imaginaire de Molière, mise en scène Daniel Leduc (2 mars)
- 2010 : Panique au ministère de Jean Franco et Guillaume Mélanie, mise en scène Raymond Acquaviva, avec Amanda Lear (16 avril)
- 2010 : La Cage aux Folles de Jean Poiret, mise en scène Didier Caron, avec Didier Bourdon, Christian Clavier (4 septembre)
- 2010 : La Flûte enchantée de Mozart, mise en scène Antoine Herbez (24 octobre)
- 2010 : Le Bourgeois gentilhomme de Molière, mise en scène Daniel Leduc (19 décembre)

- 2011 : Contes de Hans Christian Andersen et Jacob et Wilhelm Grimm, mise en scène Quentin Defalt (21 décembre)
- 2011 : L'Amour sur un plateau d'Isabelle Mergault, mise en scène Agnès Boury, avec Pierre Palmade, Isabelle Mergault et Anne-Élisabeth Blateau (28 janvier)
- 2011 : Les Fourberies de Scapin de Molière, mise en scène Antoine Herbez (14 avril)
- 2011 : Le Soir, des lions... de François Morel, mise en scène Juliette (17 juin)
- 2011 : Martha Graham Memorias, mise en scène José Possi Neto (1er juillet)
- 2011 : Le Songe d'une nuit d'été de William Shakespeare, mise en scène Nicolas Briançon (10 septembre)

### 2012-2019
- 2019 : Des écrivains parlent d'argent de Fabrice Luchini, mise en scène Emmanuelle Garassino, avec Fabrice Luchini
- 2019 : La dame de chez Maxim de Georges Feydeau, mise en scène Zabou Breitman, avec Léa Drucker et Micha Lescot

### 2020-2029
- 2023 : Un chapeau de paille d'Italie, mise en scène Alain Françon, avec Vincent Dedienne, musique de Feu! Chatterton[21].
- 2025 : Les Idoles, mise en scène Christophe Honoré, avec Harrison Arévalo, Paul Kircher et Marina Foïs[22].